# Geispolsheim
Geispolsheim (prononcé [ɡaispɔlsaim]  ; Gäispìtze en alsacien) est une commune française de plus de 7 000 habitants située dans la circonscription administrative du Bas-Rhin et, depuis le 1er janvier 2021, dans le territoire de la Collectivité européenne d'Alsace, en région Grand Est.
Elle est située à cheval entre la petite et la grande couronne de Strasbourg.
Cette commune se trouve dans la région historique et culturelle d'Alsace.
Jusqu'en 2015, la commune est le chef-lieu du canton de Geispolsheim ; celui-ci étant dissous en raison du redécoupage cantonal de 2014, ladite commune intègre le canton de Lingolsheim à l'issue des élections départementales de 2015.
La ville est divisée en deux agglomérations : Geispolsheim-village et Geispolsheim-gare, qui sont séparées de 1,5 km.
Geispolsheim a été récompensée de trois fleurs au concours des villes et villages fleuris.

## Géographie

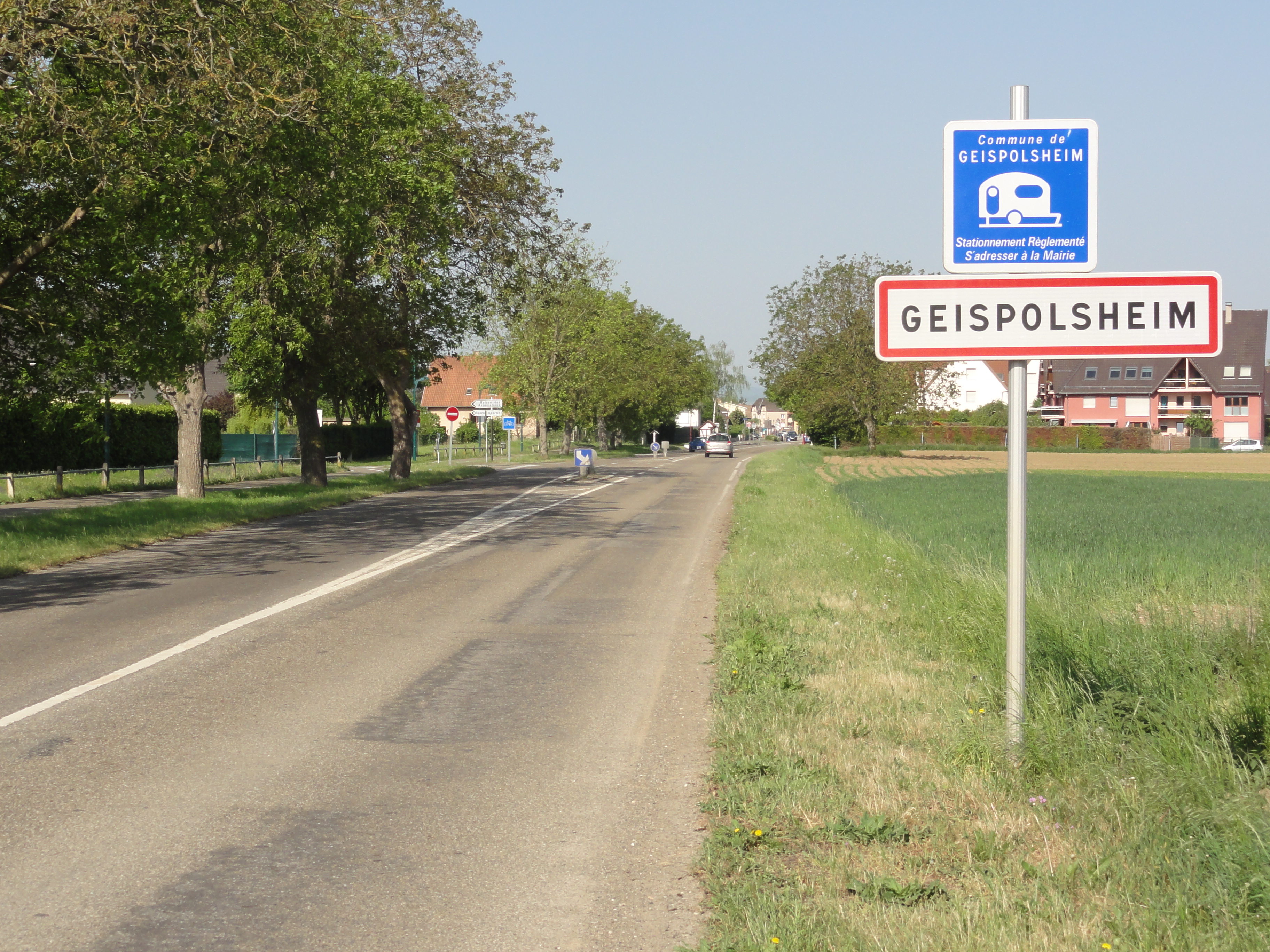
Panneau d'entrée de Geispolsheim.

Geispolsheim est située à 12 km au sud de Strasbourg et fait partie de sa métropole.
La construction de la voie ferrée Strasbourg-Mulhouse, au XIXe siècle, entraîna l'ouverture d'une gare à environ 3 km à l'est du bourg traditionnel et le développement d'une agglomération distincte mais dépendant toujours de la commune, appelée Geispolsheim-Gare. Le bourg traditionnel, contenant la plupart des services (mairie, collège, associations...) est souvent appelé par commodité mais de manière non officielle Geispolsheim-Village. Les deux parties de la commune sont reliées par la route départementale 84 sur 1,5 km.
Geispolsheim a intégré la communauté urbaine de Strasbourg (CUS) en 1967, ce qui a permis de rapprocher la commune de l'agglomération strasbourgeoise. Ainsi, le ramassage des déchets, les aménagements de voirie, les transports en commun, les transports scolaires et le nettoyage des rues, entre autres, sont gérés en partie par la CUS.
La ville possède une grande zone industrielle et commerciale : l'hypermarché de Geispolsheim ainsi que la zone commerciale de la Vigie drainent beaucoup de monde, la plupart venant de Strasbourg et environs pour y faire leurs achats. L'activité de cette zone génère un grand nombre d'emplois et contribue à la bonne santé économique de la commune.

### Topographie
Le ban de Geispolsheim se situe entièrement dans la plaine d’Alsace. Malgré de faibles différences altimétriques, on distingue plusieurs ensembles topographiques :
- le secteur de relief mollement ondulé, situé au nord de l’autoroute A35 et dont les parties hautes sont d’altitude supérieure à 150 m (point culminant du ban au lieu-dit Kingersten : 154 m), qui se termine par un coteau rectiligne, d’orientation SSW/NNE le mettant en contact avec le sous-ensemble topographique suivant ;
- une zone très plane, adossée à la colline du Gloekersberg (commune de Blaesheim) et s’inclinant doucement d’ouest en est, passant de la cote 150 m (Oberfels) à une altitude de 145 m au sud de Geispolsheim-Gare ;
- la partie est, correspondant au fond de vallée de l’Ill, qui est le secteur le plus bas de la commune avec des altitudes comprises entre 143 m vers l’hospice Élisa et 141 m vers l’étang Wiesel ;
- un vaste secteur sud, limité par les cours de l’Ehn et de l’Ergenselbach et appartenant à la zone déprimée du Ried de l’Andlau, dont les altitudes décroissent lentement du sud-ouest vers le nord-est, entre 150 m au Schulmastermatt, au sud-ouest de la commune, et 143 m au Moulin des Pierres.

### Climat
Pour des articles plus généraux, voir Climat du Grand Est et Climat du Bas-Rhin.
En 2010, le climat de la commune est de type climat des marges montargnardes, selon une étude du Centre national de la recherche scientifique s'appuyant sur une série de données couvrant la période 1971-2000. En 2020, Météo-France publie une typologie des climats de la France métropolitaine dans laquelle la commune est exposée à un climat semi-continental et est dans la région climatique Alsace, caractérisée par une pluviométrie faible, particulièrement en automne et en hiver, un été chaud et bien ensoleillé, une humidité de l’air basse au printemps et en été, des vents faibles et des brouillards fréquents en automne (25 à 30 jours).
Pour la période 1971-2000, la température annuelle moyenne est de 10,6 °C, avec une amplitude thermique annuelle de 17,9 °C. Le cumul annuel moyen de précipitations est de 627 mm, avec 8 jours de précipitations en janvier et 9,9 jours en juillet. Pour la période 1991-2020, la température moyenne annuelle observée sur la station météorologique de Météo-France la plus proche, « Strasbourg-Entzheim », sur la commune d'Entzheim à 2 km à vol d'oiseau, est de 11,4 °C et le cumul annuel moyen de précipitations est de 635,7 mm. 
La température maximale relevée sur cette station est de 38,9 °C, atteinte le 25 juillet 2019 ; la température minimale est de −23,6 °C, atteinte le 23 janvier 1942,,.
| Mois                                  | jan.             | fév.             | mars             | avril           | mai             | juin           | jui.           | août           | sep.            | oct.            | nov.             | déc.             | année      |
| ------------------------------------- | ---------------- | ---------------- | ---------------- | --------------- | --------------- | -------------- | -------------- | -------------- | --------------- | --------------- | ---------------- | ---------------- | ---------- |
| Température minimale moyenne (°C)     | −0,2             | 0                | 2,6              | 5,7             | 10,1            | 13,4           | 14,9           | 14,5           | 10,7            | 7,2             | 3,3              | 0,8              | 6,9        |
| Température moyenne (°C)              | 2,5              | 3,6              | 7,4              | 11,3            | 15,5            | 18,9           | 20,6           | 20,3           | 16,1            | 11,5            | 6,3              | 3,3              | 11,4       |
| Température maximale moyenne (°C)     | 5,2              | 7,3              | 12,1             | 17              | 20,9            | 24,4           | 26,4           | 26,1           | 21,6            | 15,8            | 9,4              | 5,9              | 16         |
| Record de froid (°C) date du record   | −23,6 23.01.1942 | −22,3 15.02.1929 | −16,7 04.03.1965 | −5,6 21.04.1938 | −2,4 11.05.1953 | 1,1 02.06.1936 | 4,9 07.07.1961 | 4,8 30.08.1998 | −1,3 27.09.1943 | −7,6 31.10.1950 | −10,8 30.11.1973 | −23,4 23.12.1938 | −23,6 1942 |
| Record de chaleur (°C) date du record | 17,5 10.01.1991  | 21,1 25.02.21    | 26,3 31.03.21    | 30 22.04.18     | 34,6 20.05.22   | 38,8 30.06.19  | 38,9 25.07.19  | 38,7 07.08.15  | 33,4 11.09.23   | 31 13.10.23     | 22,1 18.11.1926  | 18,6 31.12.22    | 38,9 2019  |
| Ensoleillement (h)                    | 555              | 858              | 1 464            | 1 869           | 2 091           | 2 264          | 2 397          | 2 242          | 1 735           | 1 004           | 552              | 442              | 17 473     |
| Précipitations (mm)                   | 35,4             | 34,1             | 38,6             | 41,8            | 77,2            | 68,5           | 71,9           | 61,3           | 54,6            | 59,5            | 47,6             | 45,2             | 635,7      |

| Diagramme climatique                                  |          |             |           |              |              |              |              |              |             |            |            |
| J                                                     | F        | M           | A         | M            | J            | J            | A            | S            | O           | N          | D          |
| 5,2−0,235,4                                           | 7,3034,1 | 12,12,638,6 | 175,741,8 | 20,910,177,2 | 24,413,468,5 | 26,414,971,9 | 26,114,561,3 | 21,610,754,6 | 15,87,259,5 | 9,43,347,6 | 5,90,845,2 |
| Moyennes : • Temp. maxi et mini °C • Précipitation mm |          |             |           |              |              |              |              |              |             |            |            |

Les paramètres climatiques de la commune ont été estimés pour le milieu du siècle (2041-2070) selon différents scénarios d'émission de gaz à effet de serre à partir des nouvelles projections climatiques de référence DRIAS-2020. Ils sont consultables sur un site dédié publié par Météo-France en novembre 2022.

### Géologie
Les formations superficielles constituant le substrat du territoire communal se répartissent entre dépôts éoliens et fluviatiles et correspondent sensiblement aux ensembles topographiques décrits ci-dessus.

#### Formations lœssiques
Lœss reposant sur la terrasse rissienne de la Bruche
Le long de la limite nord-ouest du ban de Geispolsheim affleurent des lœss, recouvrant les alluvions caillouteuses de la terrasse de la Bruche (datée du Riss), probablement mis en évidence par une faille supposée, qui se manifeste dans le paysage par un coteau (Kingersten). Cette faille représente sans doute le prolongement vers l’est de la structure tectonique du horst de Griesheim-Blaesheim (compartiment soulevé entre deux secteurs affaissés) matérialisé par la colline du Gloekelsberg.
Lœss de la terrasse d’Erstein
Des lœss typiques recouvrent la plus grande partie de la commune. Il s’agit de limons calcaires, épais de 3 à 5 m, de couleur souvent claire, beige, jaune ou brune. Leur dépôt s’explique par les conditions climatiques froides du Quaternaire qui ont permis le prélèvement de particules fines par des vents violents, soufflant principalement d’est en ouest sur les grands épandages de sables et cailloutis du Rhin. Cette couverture lœssique repose sur les alluvions rhénanes formant le substrat du Bruch de l’Andlau. Au nord de l’Ehn, elle forme un vaste secteur d’un seul tenant (« terrasse de Geispolsheim »). Au sud de ce cours d’eau, la couche de lœss a été fragmentée par l’Ehn et l’Ergelsenbach qui, sortant du Ried de l’Andlau, entaillent la terrasse würmienne pour rejoindre la plaine de l’Ill et du Rhin. Ce secteur dominant légèrement (1 à 2 m) le ried de l’Ill a été qualifié de « basse terrasse supérieure » ou « terrasse d’Erstein ». Étant donné que les cailloutis rhénans sous-jacents se trouvent à la même altitude que dans le reste de la plaine ello-rhénane, il vaut mieux parler de « l’Ackerland d’Erstein » que de terrasse. Cette mince couche lœssique, dont la surface sub-horizontale est uniforme et peu retouchée, date du Würm récent. Néanmoins, on y rencontre quelques vallons en berceau, peu encaissés dans la terrasse et sans écoulement. Ces vallons sont tapissés par les dépôts de lœss remaniés par ruissellement. Le ruissellement a entraîné le lœss sur le rebord de la terrasse ou au fond des vallons. Ces dépôts sont d’une épaisseur très variable. Le processus existe toujours à l’heure actuelle, en raison des activités agricoles (labours). Un tel vallon remblayé peut s’observer au nord de l’A35, de la « colline » de Kirstenfeld et s’ouvrant vers la zone d’activités de Geispolsheim-Nord.

#### Formations fluviatiles
Un ancien cours de la Bruche qui s’étend entre Entzheim et la ferme Forlen occupe l’extrême nord du ban communal. Il a entaillé les terrasses lœssiques, séparant celle de Lingolsheim (au nord) de celle d’Erstein (au sud) et déposé une faible épaisseur de limons de débordement, plus ou moins continus, sur les cailloutis rhénans würmiens (Schwobenfeld, Sondseck).

#### Alluvions de l’Ill
Le fond de vallée de l’Ill, représentant la bordure est du ban communal, est constitué de limons de débordement ou de cailloutis recouverts par ces mêmes limons, alluvions d’époque historique, mises en place par inondation des zones les plus déprimées avant l’édification de digues. Les sables et galets observés proviennent de matériaux remaniés des terrasses rhénanes et mélangés à 20-30 % de matériel d’origine vosgienne. Alluvions rhénanes caillouteuses et sableuses Un lambeau d’alluvions rhénanes, allongé dans le sens est-ouest, représente le substrat de Geispolsheim-Gare, le long de la RD 84. Un autre îlot résiduel d’une terrasse fragmentée par d’anciens bras de l’Ill s’observe à proximité du lac Achard. Mis en place à la fin du Würm, ces cailloutis se composent à 60 % de galets d’une taille moyenne de 4 à 8 cm et sont recouverts d’une couche limoneuse plus ou moins épaisse.

#### Cailloutis de l’Ehn
Le substrat de la dépression du Bruch de l’Andlau est représenté par les cailloutis würmiens, faiblement remaniés en surface. Une mince couche de limons de débordement (10-20 cm d’épaisseur) très fins en surface, déposés jusqu’à une date récente par les rivières (Ehn, Ergelsenbach), les recouvre.

#### Limons des anciens bras morts duRhin
À l’ouest du poste électrique de Graffenstaden existe un ancien chenal du Rhin, profond de 3 à 4 m et comblé par des matériaux limono-argileux peu épais, d’âge historique à sub-actuel. Il peut être inondé périodiquement par remontées de la nappe phréatique.

### Hydrographie
Le cours d’eau le plus important dans la commune de Geispolsheim est l’Ill, celle-ci se situant en bordure est du ban. En fait, l’Ehn représente le principal cours d’eau traversant le territoire communal. Il est accompagné de plusieurs affluents ainsi que de fossés de drainage, issus de la dépression humide du Bruch de l’Andlau.

#### L’Ill
Cette rivière, la plus importante de la plaine d’Alsace dont elle constitue l’axe jusqu’au niveau de Strasbourg, prend sa source à environ 600 m d’altitude sur le versant nord du Glaserberg (Jura alsacien), près de Winkel. Drainant un bassin-versant total d’environ 4 765 km2, l’Ill conflue avec le Rhin à l’amont immédiat du barrage de Gambsheim, après un parcours de 217 km, dont la pente moyenne est de 2,2 ‰. Elle possède un régime de type pluvial-océanique (hautes eaux en hiver, maximum fréquent en février, basses eaux en été ou fin d’été) notamment à cause de ses affluents descendant des Vosges. Un peu en amont de Strasbourg, le débit moyen annuel de la rivière, d’environ 45 m3/s, se trouve totalement influencé par les aménagements hydrauliques à partir d’Erstein. En effet, la construction en 1891 du canal de décharge de l’Ill, récemment recalibré pour évacuer des débits de 1 000 m3/s dans le bassin de compensation de Plobsheim, a mis l’agglomération strasbourgeoise à l’abri des crues de l’Ill les plus dévastatrices.
Cette rivière a atteint Strasbourg seulement à l’époque historique. En effet, à en juger d’après leur ampleur, les grands méandres de l’Ill formant la limite commune des bans d’Illkirch-Graffenstaden et d’Ostwald représentent en réalité les traces d’un ancien cours du Rhin. L’Ill a été classée en 1835 « voie navigable et flottable » entre Colmar et Strasbourg, puis « cours d’eau domanial », accessible aux pêcheurs et aux plaisanciers. Un décret de 1962 maintient dans les attributions du ministère de l’Agriculture la gestion et la police des eaux pour la section de l’Ill comprise entre Colmar et le pont de la voie ferrée Strasbourg-Kehl à l’arrivée de l’Ill dans Strasbourg. Toutefois, dans le cadre des lois de décentralisation Acte II, l'Ill est désormais gérée par la région Alsace jusqu'à son entrée dans la CUS, qui assure la gestion des eaux de surface sur l'intégralité de son territoire, à l'exception du Rhin.

#### L’Ehn
Ce petit cours d’eau naît à 920 m d’altitude, dans les prés de la Soutte, au pied de la Rothlach (massif du Champ du Feu). Débouchant dans la plaine d’Alsace à Ottrott, il conflue avec l’Ill au sud-est de Geispolsheim-Gare, après un parcours d’une quarantaine de kilomètres, drainant un bassin-versant de 165 km2. Son régime hydrologique, comme pour la majeure partie des rivières issues des Vosges, est de type pluvial-océanique. Les hautes eaux se produisent en hiver, centrées en général sur le mois de février, tandis que les étiages se situent en été, les eaux les plus basses s’observant habituellement en septembre. La seule station de mesure se trouve à Niedernai, assez loin en amont de Geispolsheim, et donne un débit moyen annuel de 0,55 m3/s.

#### L’Ergelsenbach
Marquant longuement la limite sud du ban de Geispolsheim, c’est le principal affluent de l’Ehn, qu’il rejoint environ 1 km avant son débouché dans l’Ill. Il s’agit d’une courte rivière phréatique du Bruch de l’Andlau, collectant les eaux du secteur drainé artificiellement entre Krautergersheim, Blaesheim et Hindisheim.

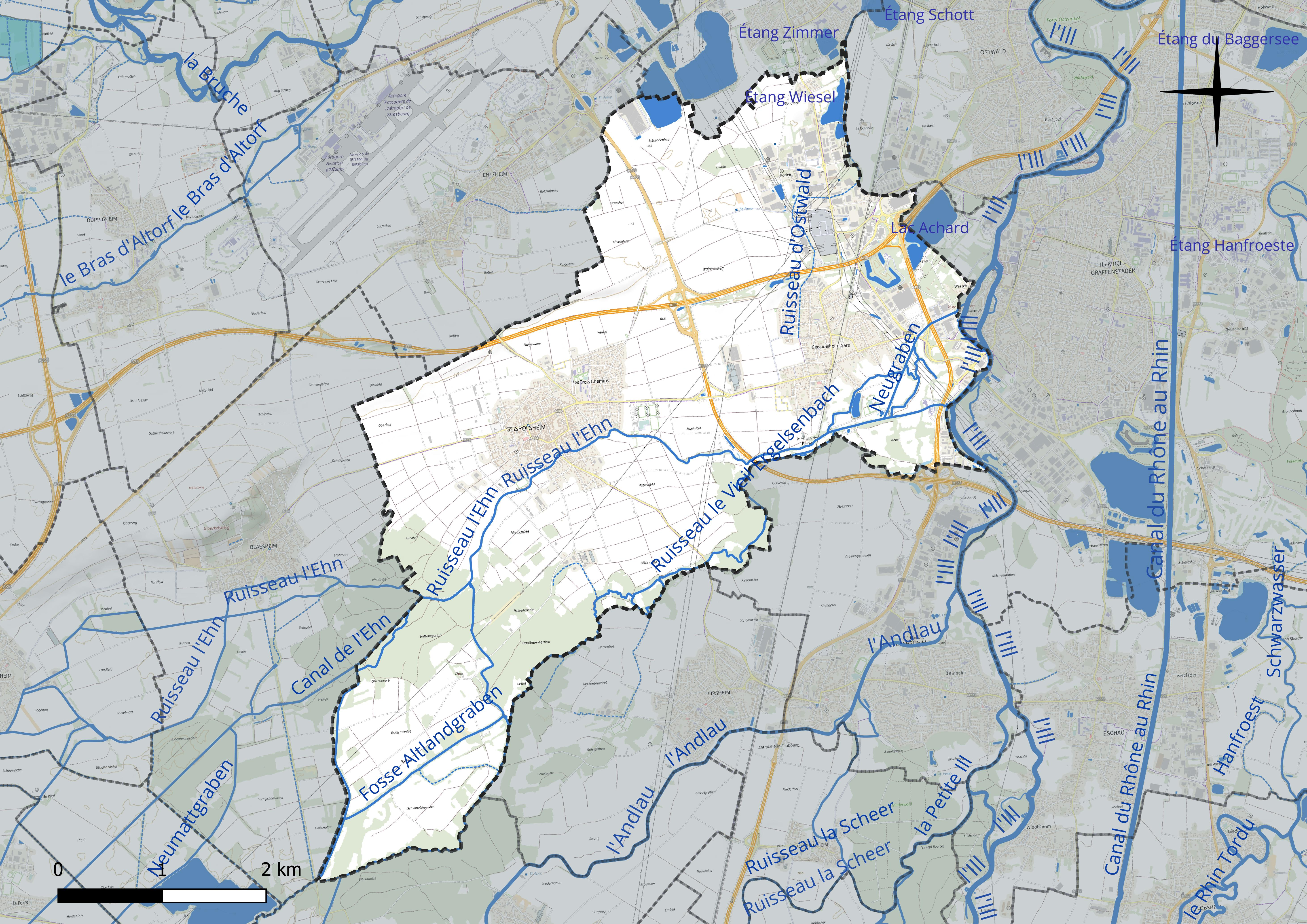
Réseau hydrographique de Geispolsheim.

### Qualité des eaux(Réseau National de Bassin Rhin-Meuse)
En France, la qualité des cours d’eau est étudiée depuis 1974. Le Réseau National de Bassin (RNB) dispose sur le bassin Rhin-Meuse d’une station de mesure et de prélèvement mensuelle tous les 25 km de cours d’eau. C’est le réseau de surveillance le plus dense de France, même si les petits cours d’eau restent peu suivis.
Le Système d'évaluation de Qualité des Eaux (SEQ-Eau) comprend une grille de qualité générale regroupant plusieurs critères et permet d’attribuer à l’eau une « note » de qualité physico-chimique (1A, 1B, 2 ou 3). Les seuils adoptés pour les différents niveaux de qualité doivent être respectés le plus souvent possible (au moins pendant 90 % du temps pour la plupart des critères et 100 % pour la teneur en oxygène). Cette tolérance permet de tenir compte des diverses conditions exceptionnelles (crues, sécheresse, contexte naturel défavorable...). Parmi l’ensemble des critères analysés, c’est le plus pénalisant qui déclasse l’eau et en détermine la qualité physico-chimique.

#### L’Ill
La qualité des eaux de l’Ill classée en niveau 1b (bonne) en 2000, à la station de Geispolsheim. Les objectifs de qualité sont respectés, bien que le facteur de déclassement lié au taux d’azote total soit à prendre en compte.

#### L’Ehn
Les études de qualité des rivières montrent que les eaux de l’Ehn sont de qualité 2 (médiocre) depuis 1990. Les facteurs déclassant sont le taux d’azote total et le taux de nitrates. Ceci s’explique par le fait que l’Ehn reçoit en aval d’Obernai des effluents organiques, provenant des industries agro-alimentaires locales (brasserie, choucrouteries), en plus des rejets domestiques des communes riveraines. De plus, l’oxygénation des eaux se faisant mal en raison des faibles débits, la capacité d’auto-épuration de la rivière ne suffit pas pour éliminer naturellement cette charge polluante.

### Nappe phréatique
Occupant 3 000 km2 en Alsace, la nappe ello-rhénane représente un volume total d’eau estimé à environ 60 milliards de mètres cubes, dont 1,4 milliard de mètres cubes sont renouvelés annuellement. Représentant une ressource considérable pour l’approvisionnement en eau, elle fournit environ 400 millions de mètres cubes par an (en 1978) prélevés pour assurer les besoins de la population et des industries de toute la région.
Quasi affleurante en période de crue dans certains secteurs, la nappe phréatique est visible en permanence, en particulier dans les anciennes gravières du lac Achard et de l’étang Wiesel. Le toit de la nappe est d’autant plus proche du sol que l’on se déplace vers le sud-ouest du ban communal. En effet, le niveau des hautes eaux de la nappe varie selon cet axe des cotes 140 à 149 m, tandis que l’altimétrie du sol correspondant va de 143 à 150 m. L’écart le plus faible, de l’ordre de 1 m, se situe donc dans le triangle humide du sud-ouest de la commune, partie du Bruch de l’Andlau. La remontée périodique des eaux n’y est cependant plus suffisante pour garantir la pérennité du marais qui occupait les lieux.
Le recouvrement de lœss des terrains aux alentours de Geispolsheim, assure une protection faible de la nappe. Dans le ried de l’Andlau et dans la plaine de l’Ill, la nappe est très proche de la surface et dénuée de toute protection naturelle. Par conséquent, elle peut être facilement et rapidement atteinte par des pollutions de toute nature.
Les zones inondables : Geispolsheim présente des risques d'inondation localisés : dans le Bruch de l'Andlau par les remontées de nappe liées à la Bruche et l'Ill, et les submersions liées à l'Ehn, à l'est du ban communal par les remontées de nappe et submersions liées à l'Ill. En période de crue décennale, la nappe envahit les caves de Geispolsheim-Gare ; la totalité de la partie concernée par la remontée de nappe est de 8 hectares. Lors d’une crue centennale, le phénomène s’étend à la zone d’activité de Geispolsheim-Gare le long de la RD 222 ainsi qu’à la lisière ouest de Geispolsheim-Village et, au-delà, en direction du sud. Il en va de même en bordure de la limite sud de la commune, le long de l’Ehn après sa jonction avec l’Ergelsenbach. Cette zone, où s'est implantée Geispolsheim-Gare, présente par ailleurs une vulnérabilité très forte de la nappe, qui incite à une très grande attention vis-à-vis de la gestion des eaux pluviales. Ceci paraît d'autant plus important du fait de la présence d'un captage d'eau potable.
Source : Plan local d'urbanisme - rapport de présentation - 2007

### Communes limitrophes
| Entzheim  |              | Ostwald                |
| Blaesheim | Geispolsheim | Illkirch-Graffenstaden |
|           | Lipsheim     | Fegersheim             |

## Urbanisme

### Typologie
Au 1er janvier 2024, Geispolsheim est catégorisée bourg rural, selon la nouvelle grille communale de densité à sept niveaux définie par l'Insee en 2022.
Elle appartient à l'unité urbaine de Geispolsheim, une unité urbaine monocommunale constituant une ville isolée,. Par ailleurs la commune fait partie de l'aire d'attraction de Strasbourg (partie française), dont elle est une commune de la couronne,. Cette aire, qui regroupe 268 communes, est catégorisée dans les aires de 700 000 habitants ou plus (hors Paris),.

### Occupation des sols
L'occupation des sols de la commune, telle qu'elle ressort de la base de données européenne d’occupation biophysique des sols Corine Land Cover (CLC), est marquée par l'importance des territoires agricoles (62 % en 2018), en diminution par rapport à 1990 (65,6 %). La répartition détaillée en 2018 est la suivante : 
terres arables (46,9 %), forêts (13,5 %), zones urbanisées (11,6 %), zones industrielles ou commerciales et réseaux de communication (10,3 %), zones agricoles hétérogènes (10 %), prairies (5 %), espaces verts artificialisés, non agricoles (1,8 %), eaux continentales (0,8 %). L'évolution de l’occupation des sols de la commune et de ses infrastructures peut être observée sur les différentes représentations cartographiques du territoire : la carte de Cassini (XVIIIe siècle), la carte d'état-major (1820-1866) et les cartes ou photos aériennes de l'IGN pour la période actuelle (1950 à aujourd'hui).

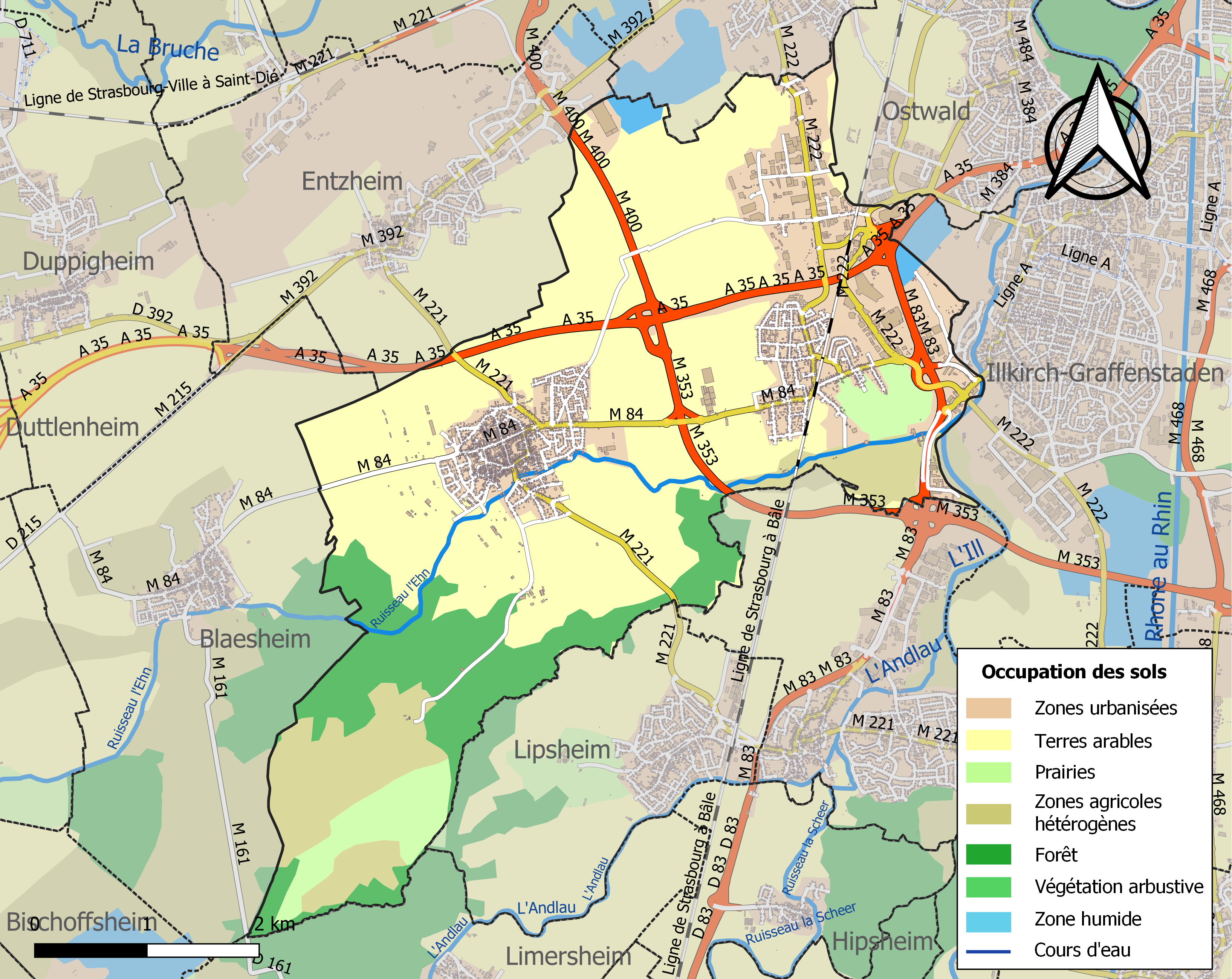
Carte des infrastructures et de l'occupation des sols de la commune en 2018 (CLC).

## Histoire

### Origine du nomGeispolsheim quartiergareou (Kratz)
L'origine du nom quartier gare vient de la voie ferrée Strasbourg - Bâle qui traverse Geispolsheim-gare de bout en bout et de la gare de Geispolsheim située au centre de Kratz qui y a été implantée.

### Geispolsheim au Moyen Âge
Geispolsheim a été citée la première fois en 871 dans un document mentionnant des terres appartenant à l'évêque de Strasbourg. Dès cette époque, le chapitre de la cathédrale de Strasbourg exploita une cour colongère (Dinghof) dans le village. Geispolsheim passa ensuite en différentes mains dont la famille noble des Beger qui y possédait un imposant château près du moulin de Hattisheim (disparu aujourd'hui). De 1404 à la Révolution de 1789, le village fut la propriété de l'évêché de Strasbourg.
Au XIVe siècle, Geispolsheim devint une cité fortifiée. Le village était entouré d'un large fossé (Dorfgraben) alimenté par la rivière Ehn. Les déblais de ce fossé ainsi qu'une palissade ont permis d'édifier des remparts. La protection a été renforcée par l'ajout d'une haie vive (arbustes aux branches entrelacées munies d'épines) le long des fortifications. Quatre portes en pierre (démolies en 1832) permettaient l'accès au village : la porte Haute, la porte Basse, la porte de Hattisheim et la porte de Filsen. Alerté par les guetteurs des quatre portes, le village était ainsi à l'abri d'une attaque surprise et avait le temps d'organiser sa défense. C'est en raison de ces fortifications (aujourd'hui disparues) qui enserraient le village et du manque de place disponible qui en résultait que l'habitat traditionnel à Geispolsheim est particulièrement dense et bien visible sur les vues aériennes actuelles.
Malgré un système de défense efficace, le village ne fut pas épargné par les nombreuses guerres du Moyen Âge : l'invasion des Anglais en 1365, des Armagnacs en 1439 et 1444, des Lorrains en 1587 durant la guerre des évêques, des troupes de Mansfeld et des Suédois lors de la guerre de Trente Ans (1618-1648) réduisirent le village maintes fois en cendres et provoquèrent de nombreuses pertes humaines. Plusieurs villages voisins ne résistèrent pas à ces dévastations et disparurent, tels Hattisheim, Strassheim, Schwobenheim et Sundhausen. Geispolsheim récupéra les bans de ces villages, d'où son étendue actuelle de 2 200 hectares.

### La Révolution française

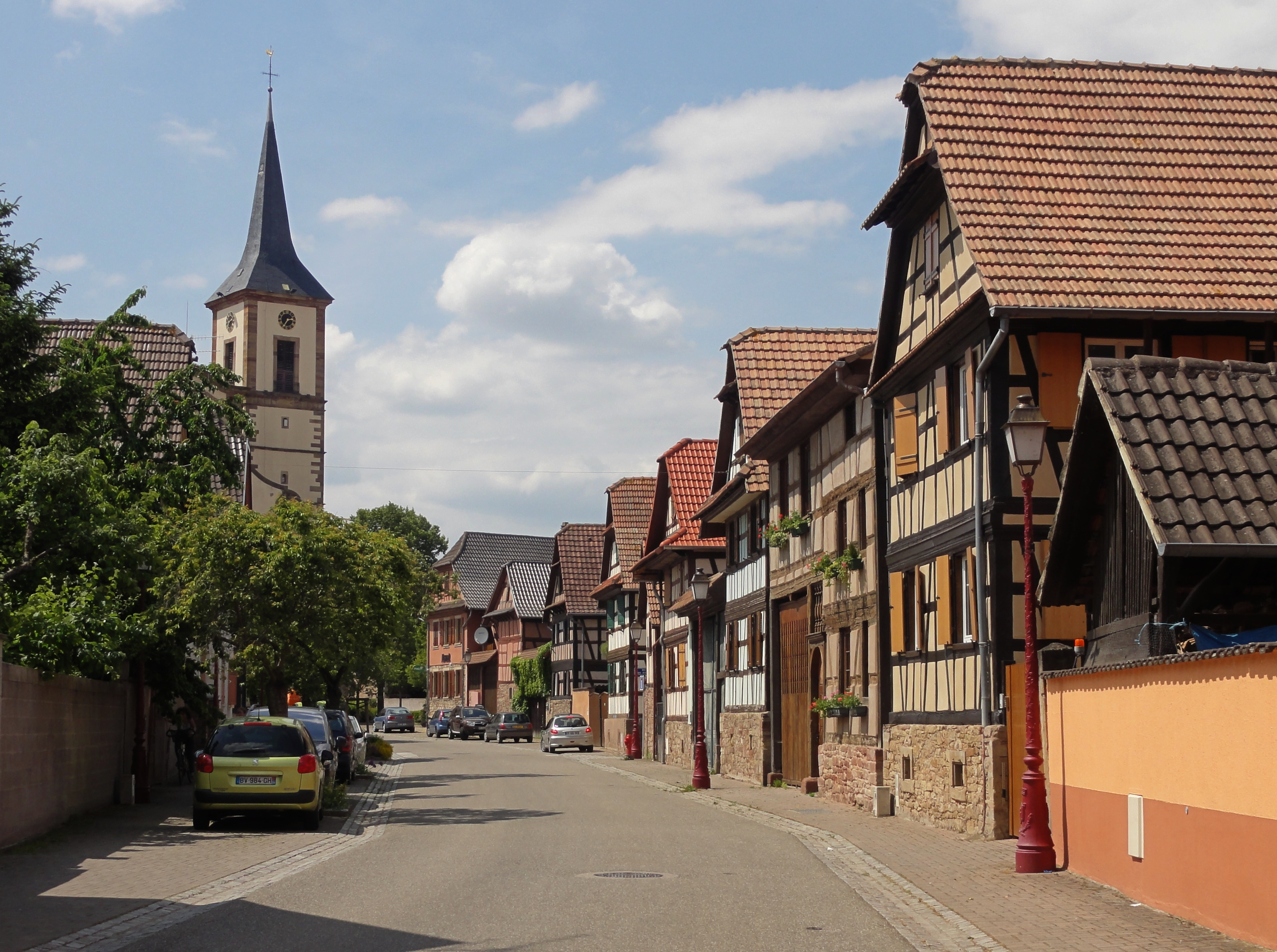
Rue Sainte-Jeanne-d'Arc.

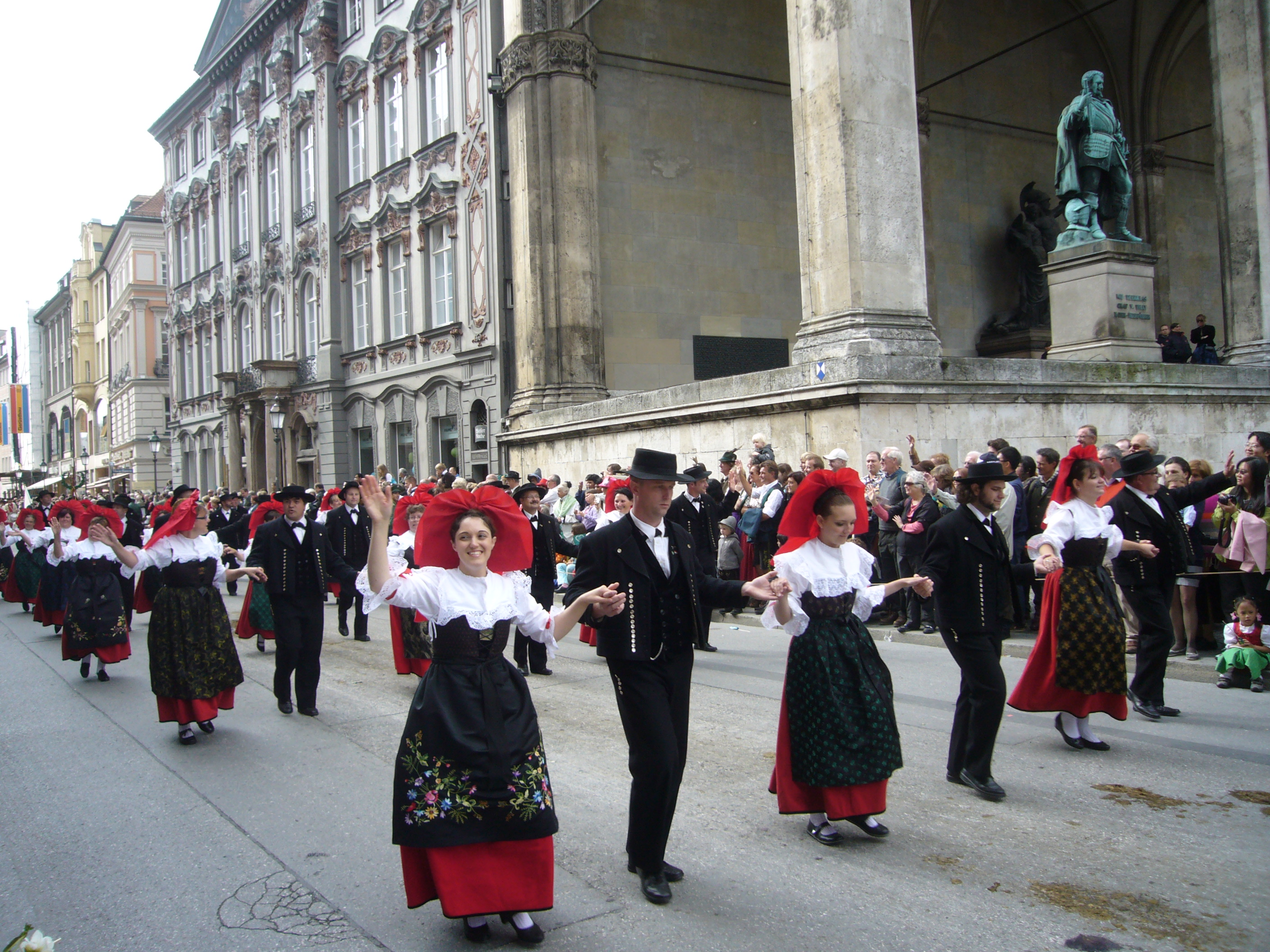
Costumes alsaciens de Geispolsheim (Oktoberfest 2012 à Munich).

Le 15 brumaire de l'an II (5 novembre 1793), sept habitants de Geispolsheim - le maire François-Jacques Nuss et six adjoints - furent guillotinés à Strasbourg durant la Terreur. Ils avaient été condamnés comme contre-révolutionnaires par la commission révolutionnaire de Strasbourg, qui avait pour accusateur public un ancien moine capucin allemand devenu prêtre constitutionnel, Euloge Schneider, dont les excès au nom de la Révolution devaient le faire arrêter peu après puis exécuter à son tour quelques mois plus tard. Certains d'entre eux auraient été condamnés comme receleurs de prêtres réfractaires.
D'après un ouvrage d'histoire locale, « lors de leur exécution, les sept martyrs prièrent le chapelet à haute voix jusqu'à la dernière seconde. Le maire tenait un crucifix qu'il lança à des habitants de Geispolsheim ». Il est encore actuellement conservé par les descendants du maire. Parmi les condamnés figure notamment un certain André Heitz qui fut, lui, déporté en Guyane. Une plaque commémorative a été inaugurée sur la maison natale du maire en 1989 à l'occasion du bicentenaire de la Révolution française.

### Les incendies desXIXeetXXesiècles
Bien que le village ait été à plusieurs reprises dévasté par les pillages et les incendies des différentes guerres et invasions, les dégâts provoqués par les feux d'origine accidentelle ont été également considérables. En effet, la disposition regroupée des habitations et l'imbrication des différents bâtiments d'une ferme l'un dans l'autre facilitent la propagation des incendies. Les toits de chaumes, l'éclairage à la chandelle et la fermentation du foin stocké avant séchage dans des endroits mal aérés étaient aussi des facteurs de risques.
Le 3 janvier 1868, un grand incendie détruisit la majeure partie de la rue Charles-de-Wendel ainsi que le quartier de la rue Ziegler. Les traces de cet incendie sont encore visibles aujourd'hui : les maisons à colombages y sont absentes et les nouvelles constructions présentent toutes un cartouche daté de 1868 en milieu de façade. Le gel compliqua l'extinction du feu. Un appel à dons fut lancé par l'évêque.
Le 9 mai 1896, un autre incendie considérable réduisit en cendres le quartier situé entre la rue de la Haie et la rue de la République. Quinze grandes fermes furent détruites et de nombreux animaux périrent. Le feu se propagea rapidement en raison d'un vent très fort et des nombreuses granges à foin. Quinze pompes à incendie ont été utilisées. La légende raconte qu'une seule maison aurait été épargnée grâce au vin de la cave qui aurait servi à y éteindre le feu.
Le 2 janvier 1907, un incendie se déclara dans une manufacture d'œillets située au centre du village. Un poêle surchauffé aurait mis le feu à des déchets de celluloïd. Vingt-deux jeunes gens asphyxiés par les gaz toxiques périrent dans cet incendie qui mit tout le village en émoi. Les malheureuses victimes ont été inhumées dans une tombe commune située au fond du cimetière du village.

### La naissance de Geispolsheim-quartier Gare
C'est en 1839 que fut décidée la construction d'une des premières voies ferrées d'Alsace. Il s'agit de la ligne Strasbourg-Bâle qui dut notamment passer à proximité de Geispolsheim, au lieu-dit la Kratz  (appellation encore utilisée aujourd'hui). Kratz proviendrait du latin crates signifiant broussailles[réf. nécessaire]. En effet, à cet endroit se trouvait un chemin bordé des deux côtés par une haie composée de prunelliers et d'aubépines. Ce chemin permettait de mener facilement le bétail au pâturage la nuit.
Au départ, les villageois étaient opposés à la création d'une voie ferrée : ils pensaient que ce projet allait porter préjudice à l'agriculture et ne servirait qu'à l'industrie et au commerce. La gare a été construite en 1841 (démolie en 1992) et favorisa le développement d'une nouvelle agglomération. Les cheminots furent les premiers habitants de ce quartier. La population augmenta très rapidement entre les deux guerres (2 700 habitants en 1930). C'est à cette époque en effet que fut érigée l'église catholique Sainte-Thérèse (1934). Le restaurant « La Table de Geispolsheim » est aujourd'hui la plus ancienne maison du quartier (1843). Une importante zone industrielle y fut construite après la Seconde Guerre mondiale.
La cohabitation avec le village ne fut pas toujours facile. Elle connut des périodes de tension dues à des conflits d'intérêts entre personnes d'origines différentes : les villageois étaient pour la plupart agriculteurs, alors que de nombreux habitants du quartier Gare venaient plutôt de la ville. Mais depuis le développement démographique de la fin du XXe siècle, la séparation du Village et du quartier Gare en deux communes différentes n'est plus d'actualité. Aujourd'hui, le rapprochement entre les deux quartiers est symbolisé par la construction récente d'un nouveau centre sportif en 2000 qui profite à tous les habitants et également par le trait d'union formé par la piste cyclable, qui n'est plus bordée par les broussailles épineuses du Kratzweg mais illuminée par de jolis lampadaires installés à l'occasion du passage à l'an 2000.

### Héraldique
| Blason de Geispolsheim | Blason  | D'or à la chèvre saillante de sable lampassée de gueules. |
| Blason de Geispolsheim | Détails | Le blason de Geispolsheim représente une chèvre noire sur un fond jaune (Écu d'or à la chèvre saillante de sable lampassée de gueules). Cette chèvre n'a aucun rapport avec l'origine du nom du village, en fait il s'agit d'une traduction de l'allemand de « Geis », qui a été faite au XVIIe siècle. Cependant les Geispolsheimois sont malgré tout fiers d'avoir une chèvre comme mascotte du village et ne manquent pas de le montrer en faisant défiler une chèvre en tête du cortège de la fête de la choucroute. |

## Démographie
L'évolution du nombre d'habitants est connue à travers les recensements de la population effectués dans la commune depuis 1793. Pour les communes de moins de 10 000 habitants, une enquête de recensement portant sur toute la population est réalisée tous les cinq ans, les populations de référence des années intermédiaires étant quant à elles estimées par interpolation ou extrapolation. Pour la commune, le premier recensement exhaustif entrant dans le cadre du nouveau dispositif a été réalisé en 2008.

En 2022, la commune comptait 7 759 habitants, en évolution de +3,79 % par rapport à 2016 (Bas-Rhin : +3,17 %, France hors Mayotte : +2,11 %).
| 1793  | 1800  | 1806  | 1821  | 1831  | 1836  | 1841  | 1846  | 1851  |
| ----- | ----- | ----- | ----- | ----- | ----- | ----- | ----- | ----- |
| 2 122 | 2 086 | 2 054 | 1 987 | 2 216 | 2 211 | 2 142 | 2 182 | 2 228 |

| 1856  | 1861  | 1866  | 1871  | 1875  | 1880  | 1885  | 1890  | 1895  |
| ----- | ----- | ----- | ----- | ----- | ----- | ----- | ----- | ----- |
| 2 215 | 2 236 | 2 288 | 2 300 | 2 217 | 2 210 | 2 230 | 2 271 | 2 156 |

| 1900  | 1905  | 1910  | 1921  | 1926  | 1931  | 1936  | 1946  | 1954  |
| ----- | ----- | ----- | ----- | ----- | ----- | ----- | ----- | ----- |
| 2 122 | 2 163 | 2 233 | 2 022 | 2 118 | 2 726 | 2 991 | 3 057 | 3 291 |

| 1962  | 1968  | 1975  | 1982  | 1990  | 1999  | 2006  | 2008  | 2013  |
| ----- | ----- | ----- | ----- | ----- | ----- | ----- | ----- | ----- |
| 3 672 | 3 758 | 4 625 | 4 712 | 5 546 | 7 031 | 7 073 | 7 061 | 7 133 |

| 2018  | 2022  | - | - | - | - | - | - | - |
| ----- | ----- | - | - | - | - | - | - | - |
| 7 605 | 7 759 | - | - | - | - | - | - | - |

## Transports
L'aéroport de Strasbourg Entzheim se trouve sur le ban de la commune voisine, à peu près à trois kilomètres du centre de Geispolsheim.
Geispolsheim est située à proximité de grands axes routiers et ferroviaires : l'autoroute A35 et la nationale 83 englobent aux trois quarts le ban communal ; la ligne Strasbourg – Bâle traverse le quartier de Geispolsheim-Gare. Ces bonnes dessertes de transports ont pour contrepartie les nuisances sonores du trafic routier (camions, embouteillages...) et du trafic ferroviaire (trains de fret nocturnes, TER 200 et TGV...).
Geispolsheim est desservie par :
- un bus CTS de la ligne 57 qui relie Blaesheim au quartier de Kibitzenau à Strasbourg. C'est la principale ligne de bus qui dessert la commune. Arrêts à Geispo-Ouest, Geispo-Mairie, Four, Collège, Séné, Ehn, Vieux Moulin, Geispo-Gare, Geispo-Verdun, Chopin, Geispolsheim-ZI et La Vigie ;
- un bus CTS de la ligne 62 qui relie la zone commerciale de Geispolsheim à Fegersheim et Lipsheim en pasant par Illkirch-Graffenstaden. Arrêts à Geispo-Centre Commercial, Rue du Fort, Pont du Péage ;
- un bus interurbain de la compagnie des transports du Bas-Rhin de la ligne 257 qui relie Strasbourg (gare routière des Halles) à Obernai ;
- la gare de Geispolsheim, où les trains TER (ligne Strasbourg – Sélestat) permettant de relier Geispolsheim à Strasbourg en 8 minutes et à Erstein en 10 minutes.

Une piste cyclable permet de relier les deux quartiers de la commune à vélo en longeant la D 32.

## Économie

### Centre commercial de Geispolsheim-quartiergare
Le centre commercial est un hypermarché connu sous son surnom « Hypermarché Strasbourg-Sud ». Construit dans les années 1980, il est situé dans la zone industrielle, à l'est de Geispolsheim-quartier Gare.
L'hypermarché portait l'enseigne « Rond-Point » jusqu'en décembre 2008 et E.Leclerc depuis.

### Zone d'activités «Parc de la Porte Sud»
- Compagnie Française de Chocolaterie et Confiserie (CFCC, connue sous le nom de Chocolaterie SCHAAL), propriété du groupe Société Alsacienne de Participations Agroalimentaires (SALPA) : implantée à Geispolsheim depuis 1970, elle emploie 220 personnes qui produisent plus de 1 800 tonnes de chocolat tous les ans[27].

## Architecture et patrimoine culturel

### Archéologie
Les fouilles du site archéologique d'Entzheim-Geispolsheim, ont mis au jour une cinquantaine de sépultures du Néolithique.
Le site de Geispolsheim appartient au Groupe de Munzingen, Culture de Michelsberg.
Le site est menacé par la construction d'un aéroport et d'un hypermarché.

### L'église Sainte-Marguerite de Geispolsheim-quartiervillage
Geispolsheim possède une des églises baroques les plus remarquables construites au XVIIIe siècle en Alsace. L'église Sainte-Marguerite a été érigée en 1771. La particularité de cet édifice est qu'il présente un imposant clocher latéral provenant de l'ancienne église médiévale qui s'appuie contre la nef. La façade de la nef comprend deux étages séparés par une corniche en forte saillie : l'étage inférieur est séparé en trois travées délimitées par des chaînages à refend tandis que l'étage supérieur se réduit à une travée médiane avec fronton ondoyant, étayée par deux ailerons incurvés agrémentés de volutes. La vaste nef cachée derrière la façade est large de 18 m, haute de 13 m et longue de 35 m, avec six travées. En retrait à  l'arrière de la nef se trouve le chœur de forme polygonale. Le clocher, haut de 54 m, comprend cinq étages à chaînages d'angles irréguliers avec de petites ouvertures en meurtrières. L'étage supérieur, percé de vastes baies rectangulaires et abritant les cloches, est surmonté d'une flèche élancée recouverte d'ardoise.
L'intérieur de cette église baroque est caractérisée par son harmonie, son équilibre et son unité de style. Les trois autels en bois marbré, la chaire et les stalles ont été réalisés par le sculpteur François-Antoine Ketterer de Colmar. Le maître-autel, richement sculpté, est surmonté d'un baldaquin reposant sur quatre colonnes. Au-dessus du tabernacle en bois de chêne doré, se trouve une grande et magnifique toile peinte par Monique Tanisch. Elle représente sainte Marguerite foulant aux pieds le dragon, couronnée et bénie par le Christ. L'autel latéral de gauche représente la Sainte-Vierge tenant l'Enfant-Jésus dans ses bras ; celui de droite le martyr saint Sébastien lors de son supplice. La chaire, de même style que les autels, est surmontée d'un agneau tenant l'étendard de Pâques. Le banc de communion, en fer forgé sans soudure, a été réalisé par un artisan du village. Les quatre médaillons ornant le plafond représentent les quatre Évangélistes. On peut également admirer la statue de sainte Marguerite, du Sacré-Cœur, une pietà provenant de la chapelle de Hattisheim, les fonts baptismaux sculptés en 1899 par Klem et le chemin de croix de la même époque.
Le clocher abrite quatre cloches. « Sainte-Marguerite » (1717) et « Saint-Sébastien » (1884) sont les plus anciennes. Deux cloches confisquées lors de la Première Guerre mondiale en 1917 n'ont pu être récupérées, elles ont été remplacées en 1933 par « Sacré Cœur de Jésus » et « Immaculé Cœur de Marie ». L'orgue de l'église a été réalisé en 1898 par Martin Rinckenbach d'Ammerschwihr. Il s'agit du seul orgue Rinckenbach conservé en Alsace tel qu'il sortit des mains de ce grand facteur d'orgues, les différentes restaurations lui ayant conservé ses qualités d'origine.

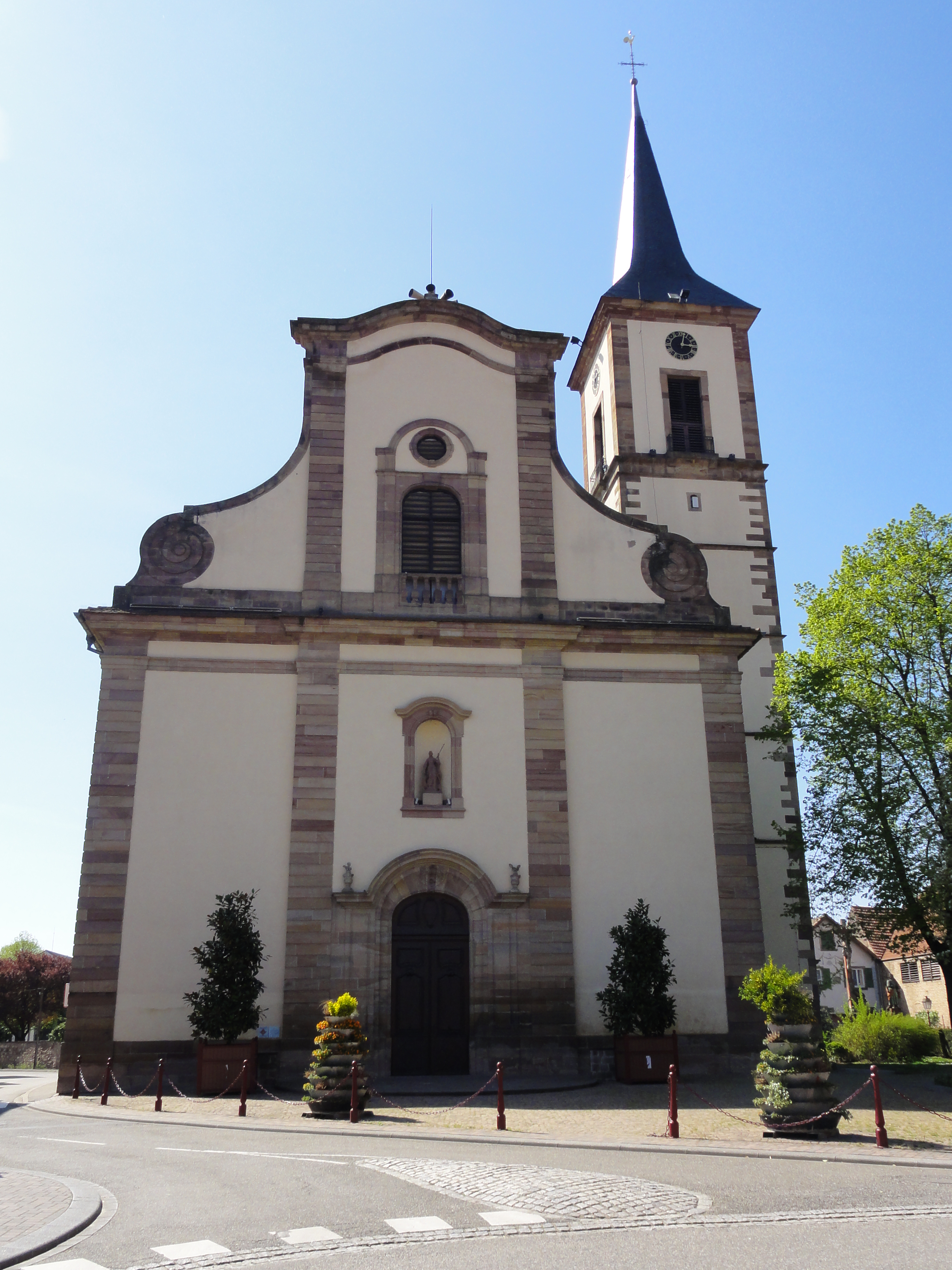
Église Sainte-Marguerite.
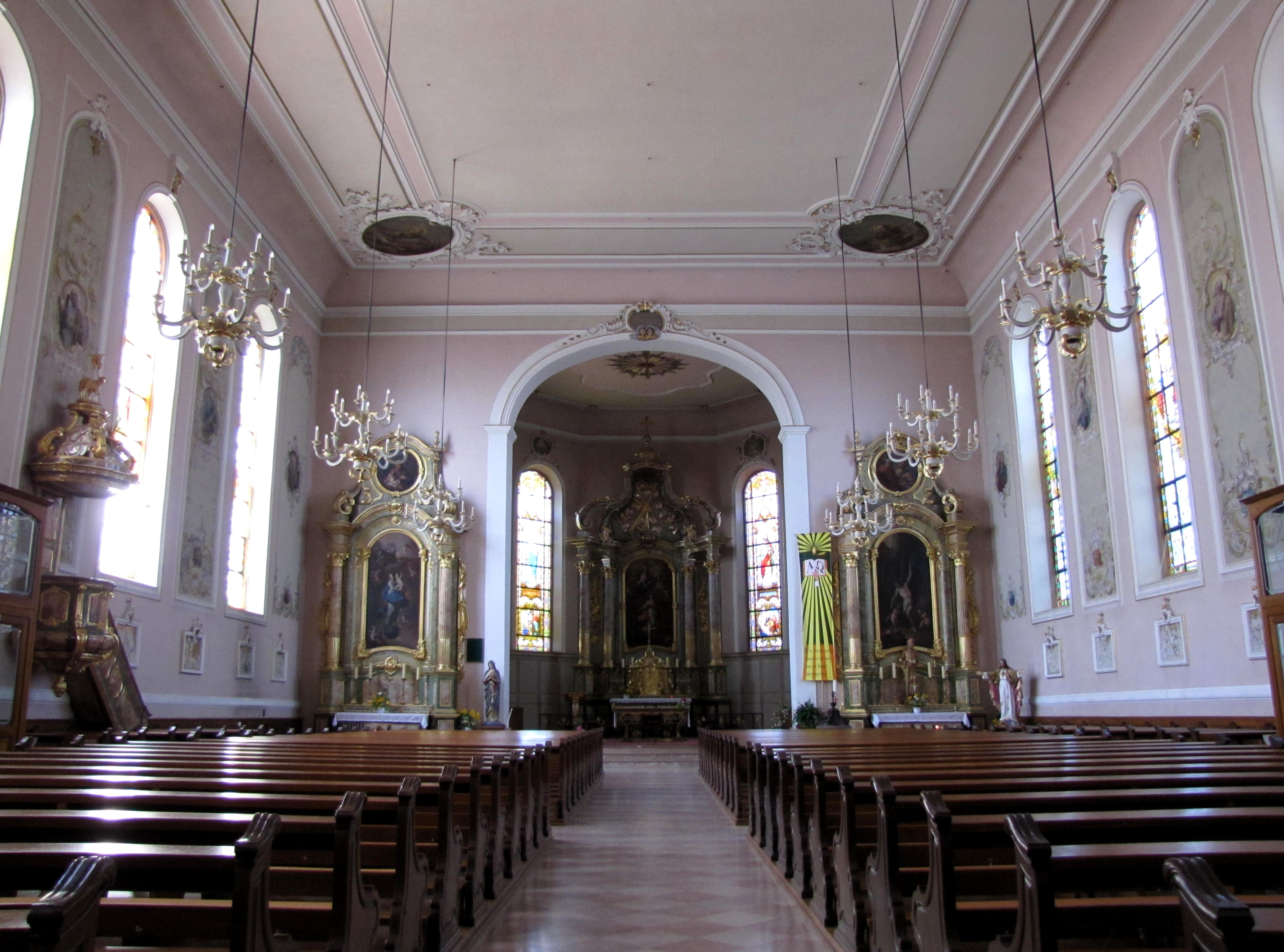
Vue intérieure de la nef vers le chœur.
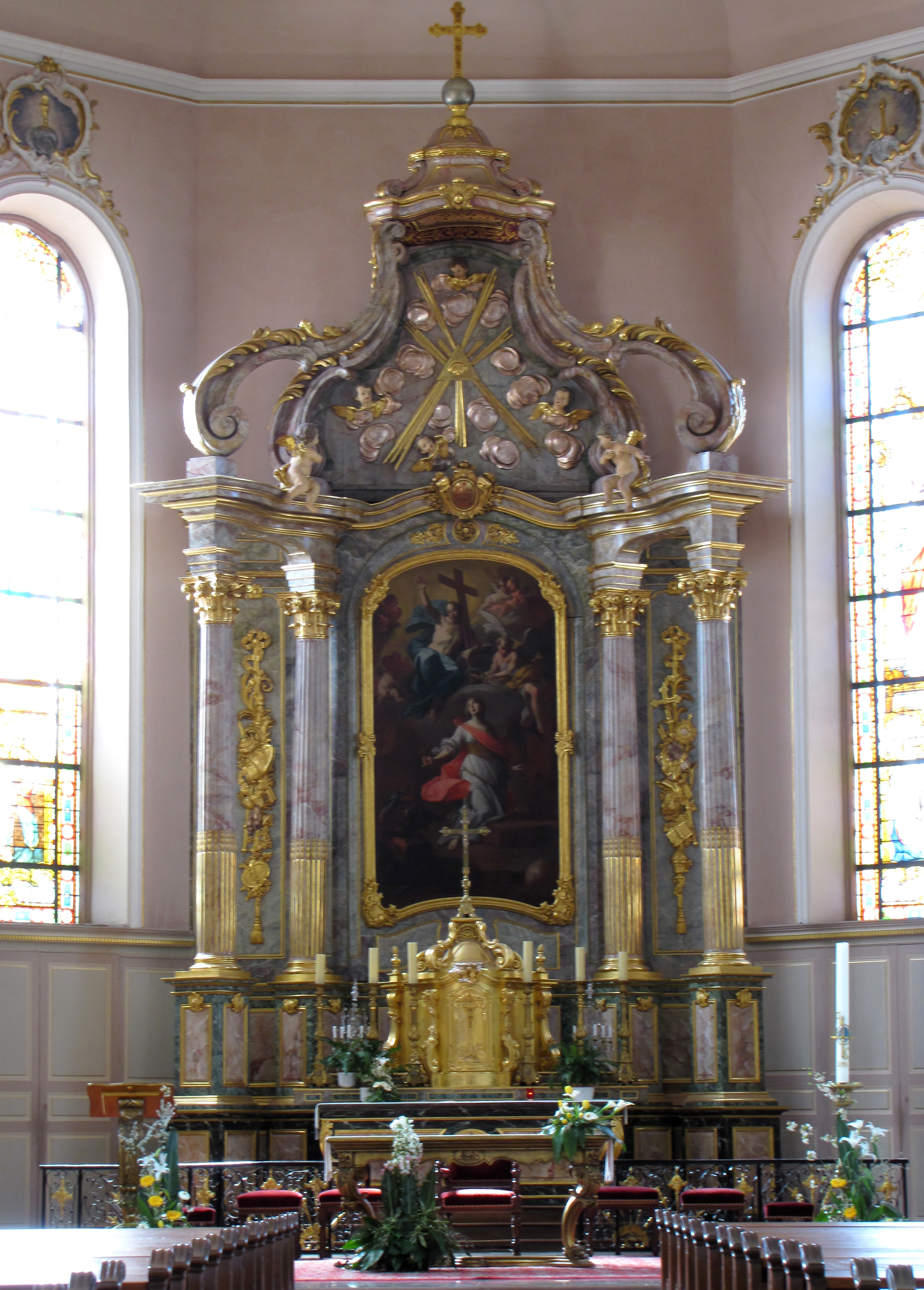
Chœur et maître-autel (1771).
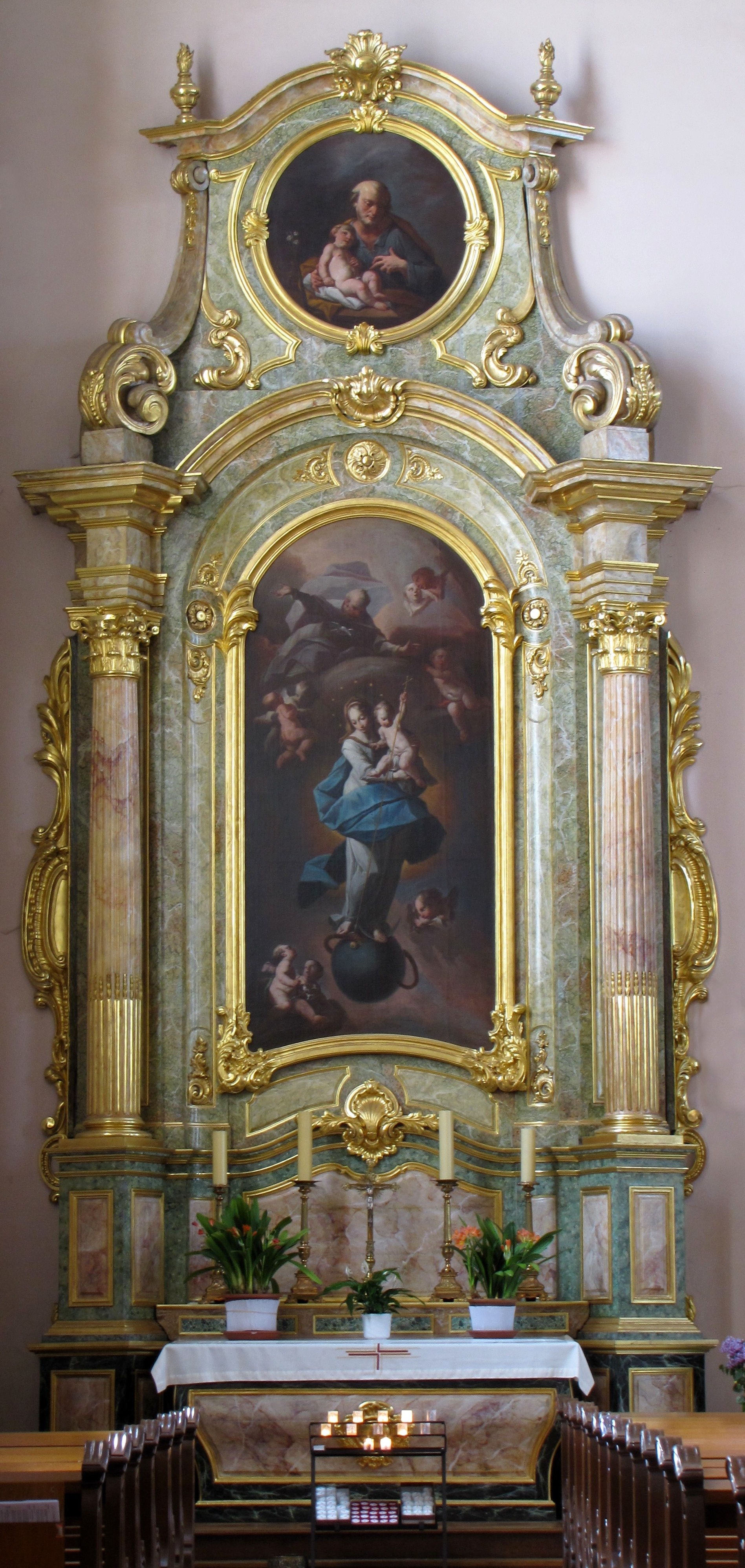
Autel de la Vierge à l'enfant (1772).
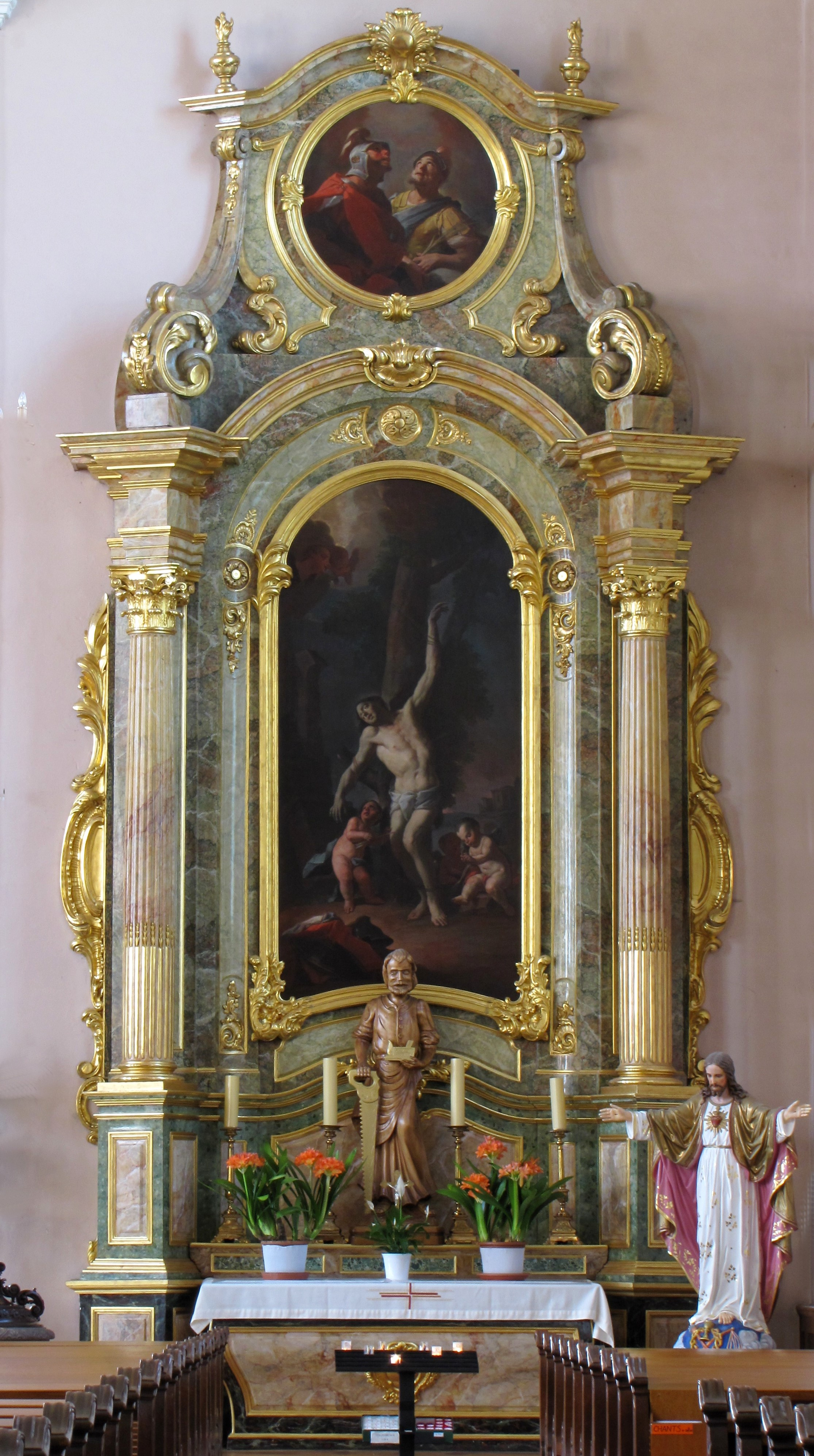
Autel de saint Sébastien (1772).
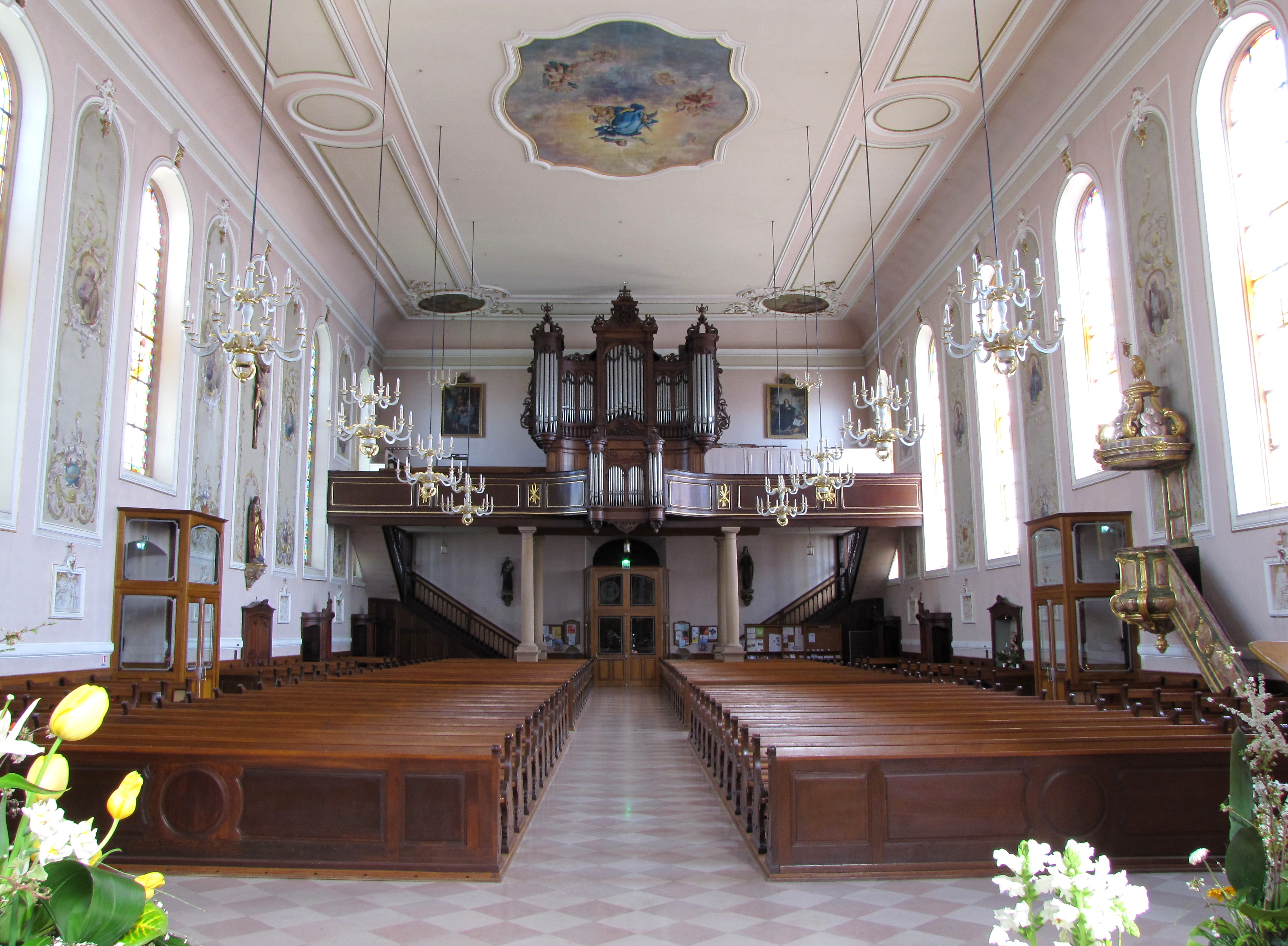
Vue intérieure de la nef vers la tribune d'orgue.
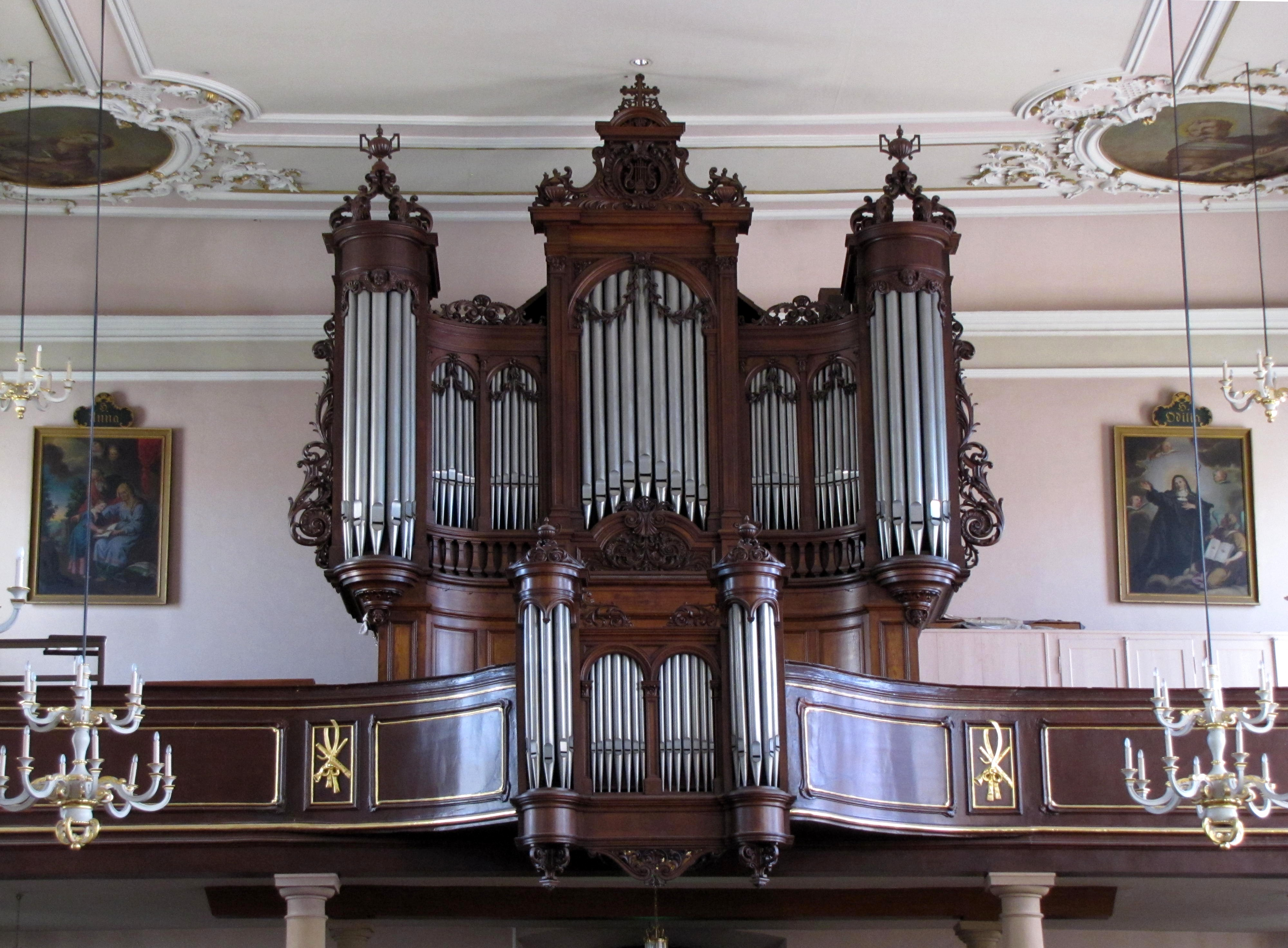
Orgue de tribune Martin Rinckenbach (1888).

### L'église Sainte-Thérèse de Geispolsheim-quartiergare

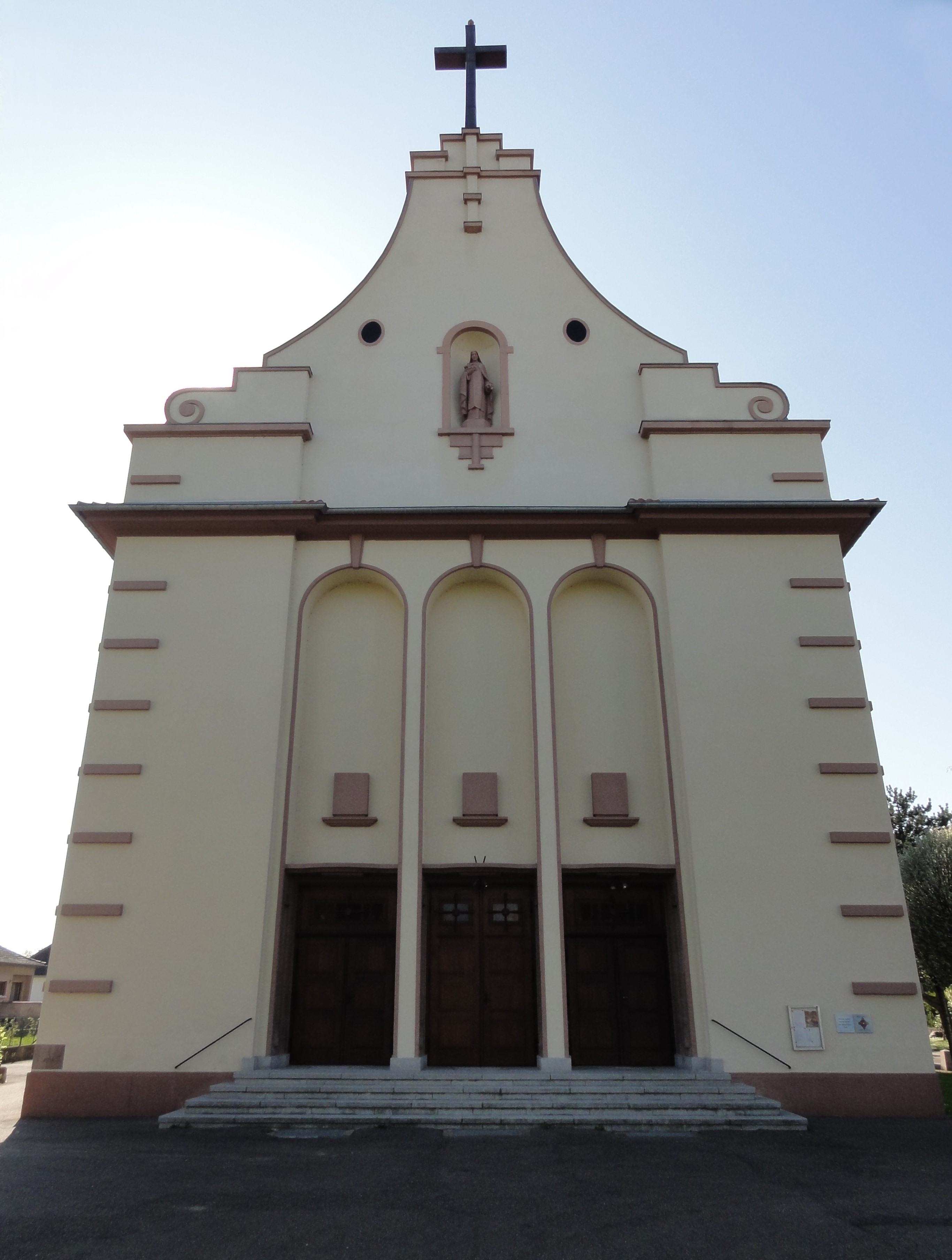
Église Sainte-Thérèse-de-l'Enfant-Jésus (1947), rue de la Liberté.

L'église Sainte-Thérèse de Geispolsheim-gare a été construite entre 1934 et 1935 par l'architecte Clauss dans le style néo-baroque à l'instigation du recteur Eugène Metz, de l'abbé Frieh et des membres de la Société de Construction Sainte Thérèse. La première pierre fut bénite par Théodore Douvier le 5 août 1934 et la bénédiction de l'église fut célébrée par Charles Kolb le 1er septembre 1935.
Les autels latéraux datent de 1936 et sont ornés de très belles statues de la Sainte Vierge et du saint curé d'Ars, toutes deux sont d'Alfred Klem demeurant à Geispolsheim-gare. La statue de sainte Thérèse de Lisieux qui se trouve en façade est un don de la Maison Jaeg.
En 1947, l'église fut ornée d'une magnifique fresque de Robert Gall représentant la Sainte Trinité avec le Christ en croix, les quatre évangélistes et sainte Thérèse de Lisieux jetant des roses.
Depuis 1995, l'église est dotée d'un clocher et de quatre cloches : Sainte Jean Marie Vianney, Sainte Marie, Saint Joseph et Sainte Thérèse.
L'église a été dédiée dès sa construction à sainte Thérèse de Lisieux et fut prévue comme lieu de pèlerinage au saint curé d'Ars. C'est pour cette raison que la paroisse à des reliques de ces deux saints.

### L'église protestante de Geispolsheim-quartiergare
Cette chapelle a été détruite en 2011 pour faire place à des bâtiments municipaux et des logements.

### La chapelle de Hattisheim
Au sud du village, dans la forêt du Bruch de l'Andlau, se trouve la chapelle de Hattisheim dédiée à Notre-Dame des Sept Douleurs. Ce lieu de pèlerinage daterait du XIVe siècle : la Vierge Marie serait apparue à un jeune du village de Hattisheim qui gardait des chevaux dans les prés de la commune. Le berger décida de construire un modeste oratoire sur le lieu de l'apparition. Le site attira rapidement de nombreux pèlerins, notamment des gardiens de troupeaux. La chapelle fut à plusieurs reprises détruite : par les Armagnacs en 1444 en même temps que le village de Hattisheim (situé à 2 km), durant la guerre de Trente Ans, lors de la bataille d'Entzheim, par un incendie en 1833 mais elle fut à chaque fois reconstruite grâce à l'attachement de la population de Geispolsheim. Durant la Révolution française, la chapelle abrita des prêtres réfractaires - soutenus par les habitants - qui célébrèrent des messes clandestines. Dans la chapelle se trouvait un logement qui était occupé par des ermites se consacrant à la prière et gardant les lieux.
L'accès à la chapelle se fait en passant sous un porche surmonté d'une niche abritant une piéta en pierre de 1970. Cette dernière remplace une autre pietà sculptée dans le bois du XVIIe siècle et qui a été transférée à l'intérieur de l'église Sainte-Marguerite après sa restauration en 1969. Sur la porte d'entrée se trouve une plaque de métal perforée représentant les initiales du « Notre Père » en latin. À l'intérieur de la chapelle, une statue représentant Notre-Dame-des Sept Douleurs trône sur le maître-autel de style baroque. Elle a été sculptée dans du bois de tilleul par Pierre Nuss en 1973. Le tabernacle contient un petit ostensoir protégeant une petite relique de la Sainte Croix. Sur les autels latéraux, on peut voir les statues des patrons secondaires de la chapelle : saint Wendelin vénéré par les bergers pour la protection des animaux domestiques et sainte Apolline, patronne des dentistes, invoquée contre les maux de dents.
De nos jours, le site de la chapelle de Hattisheim est encore fort apprécié par les promeneurs et les pèlerins, attirés par le calme de la nature environnante, propice à la détente et à la méditation.

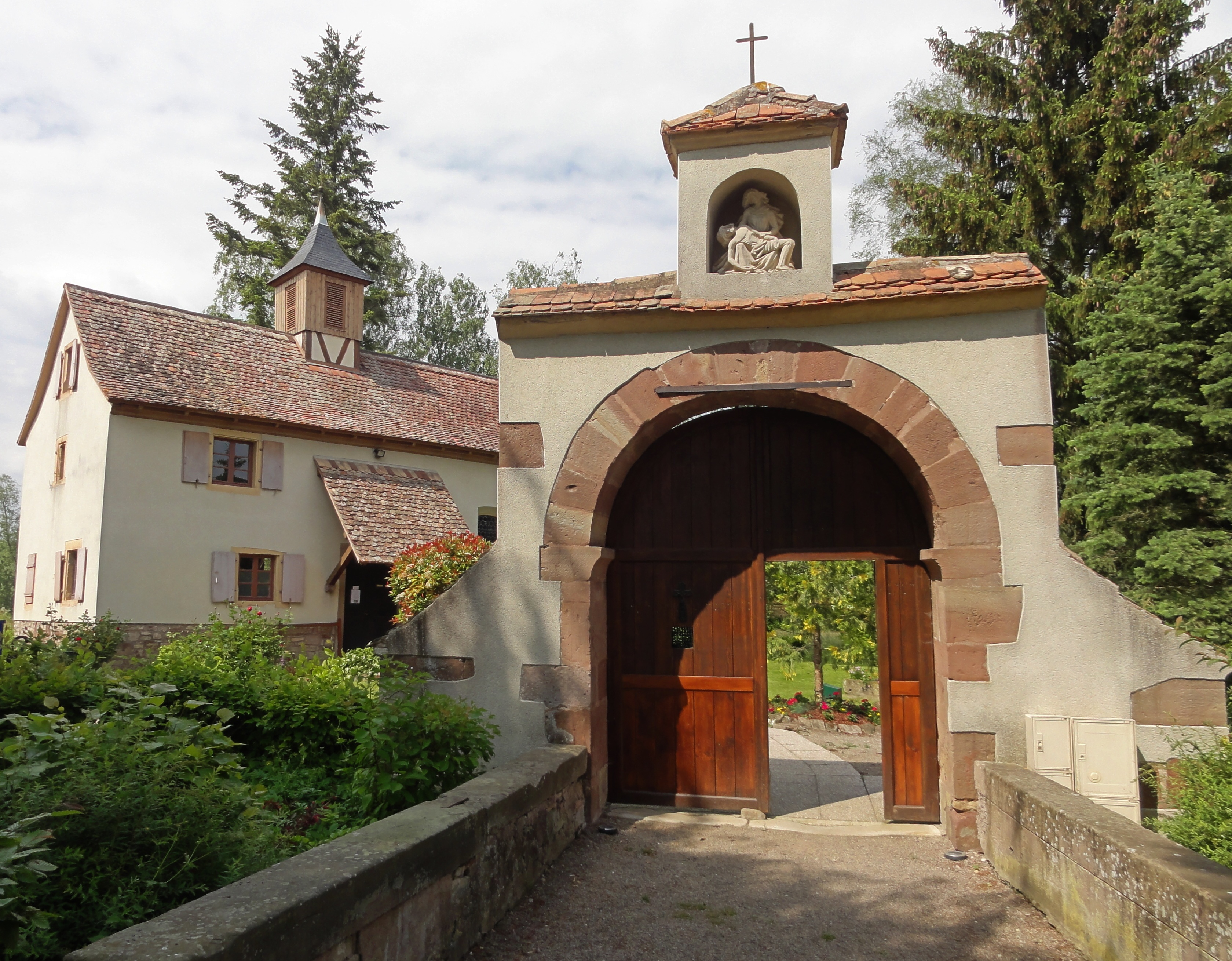
Chapelle Notre-Dame-des-Sept-Douleurs (Hattisheim).
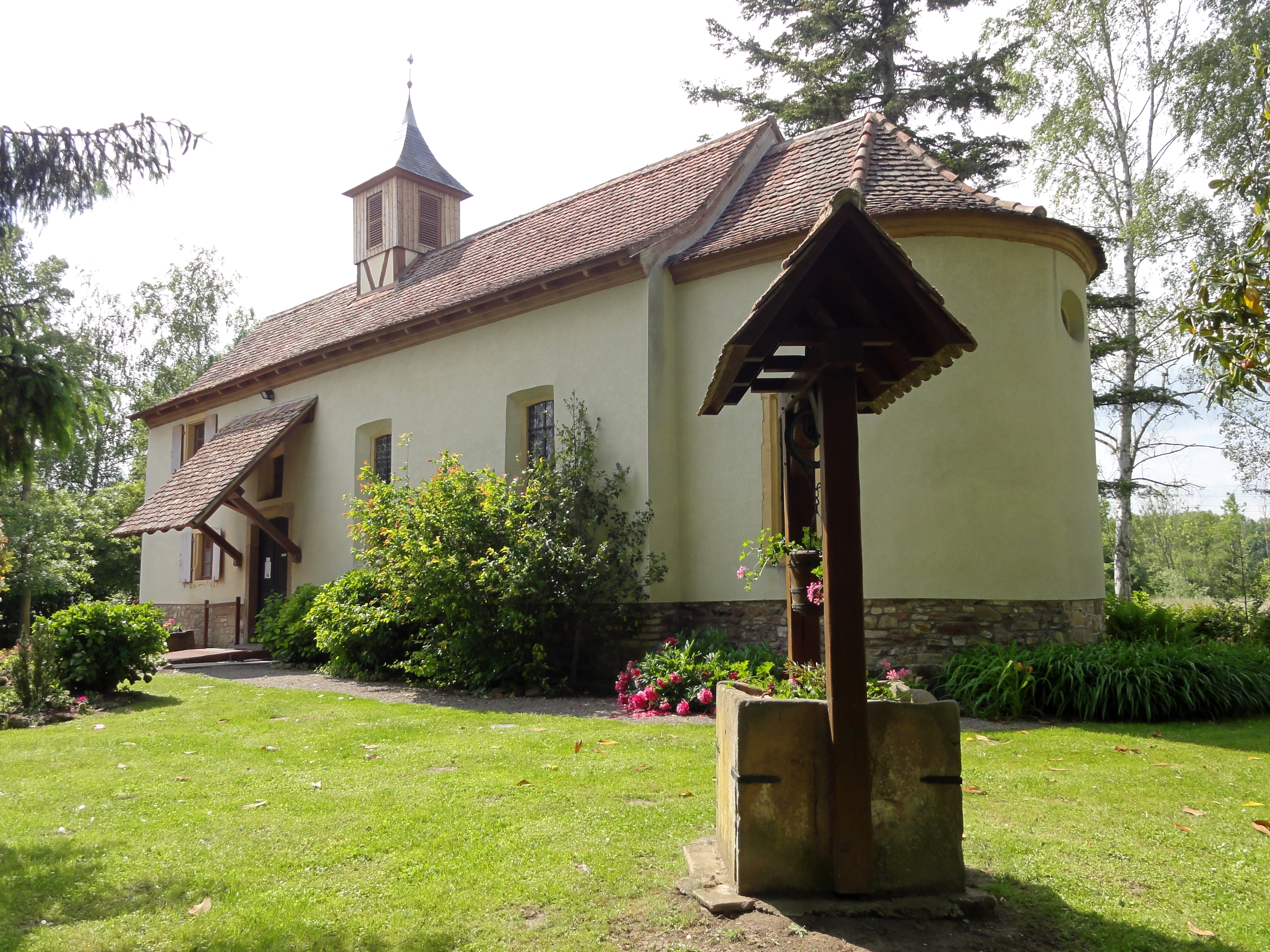
Chapelle Notre-Dame-des-Sept-Douleurs (Hattisheim).
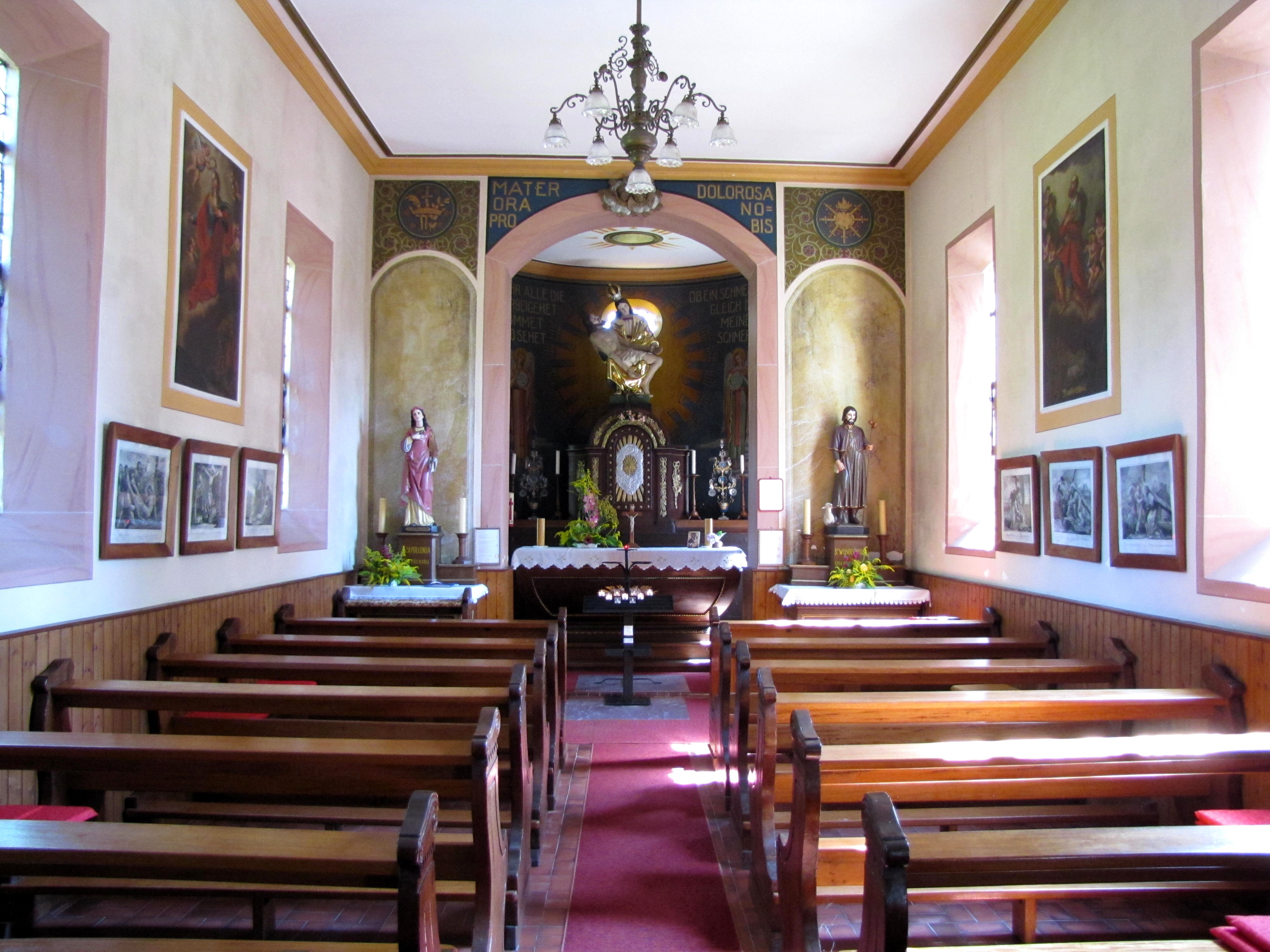
Intérieur de la chapelle.
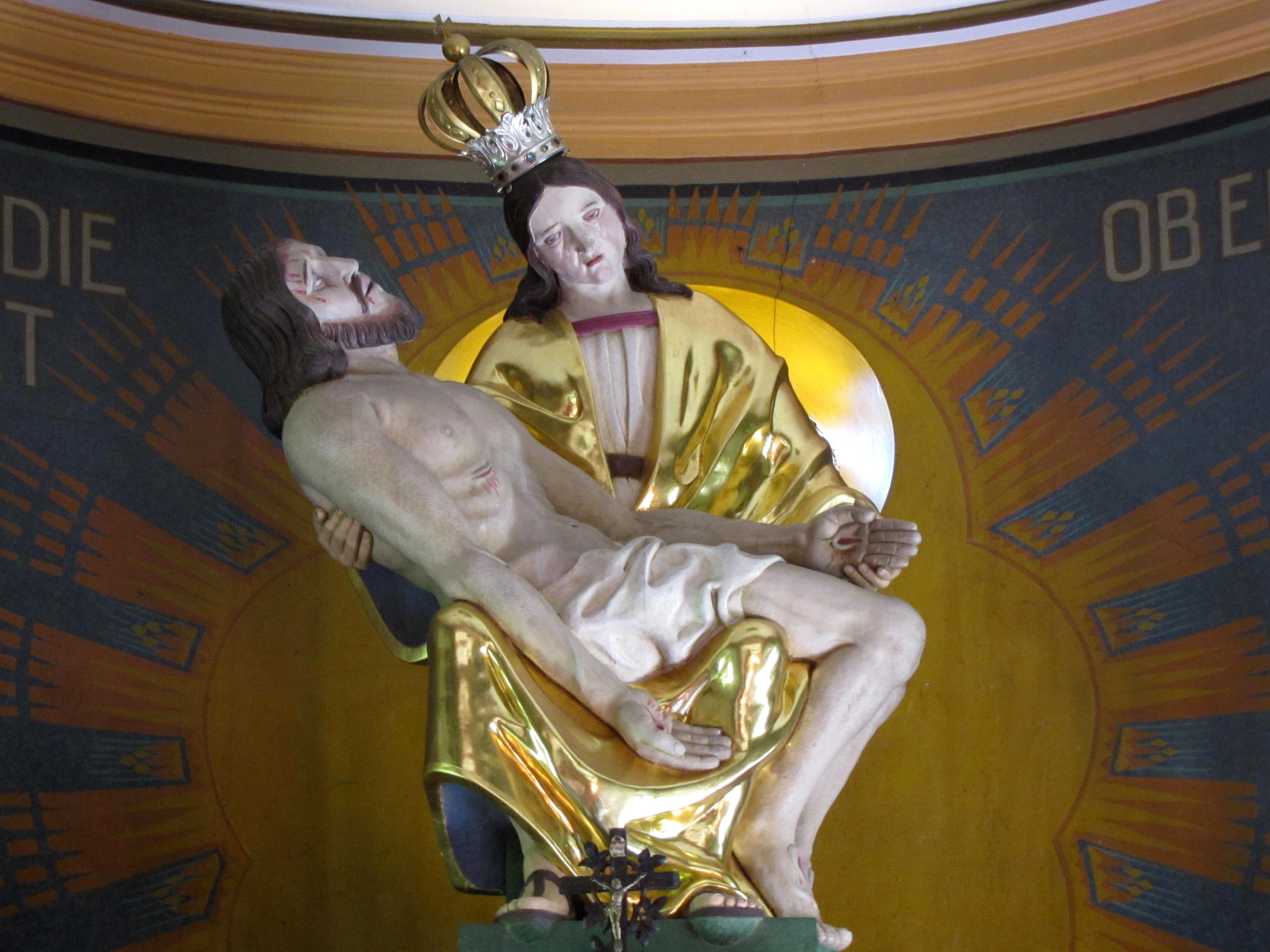
Vierge de Pitié (XVIIe).
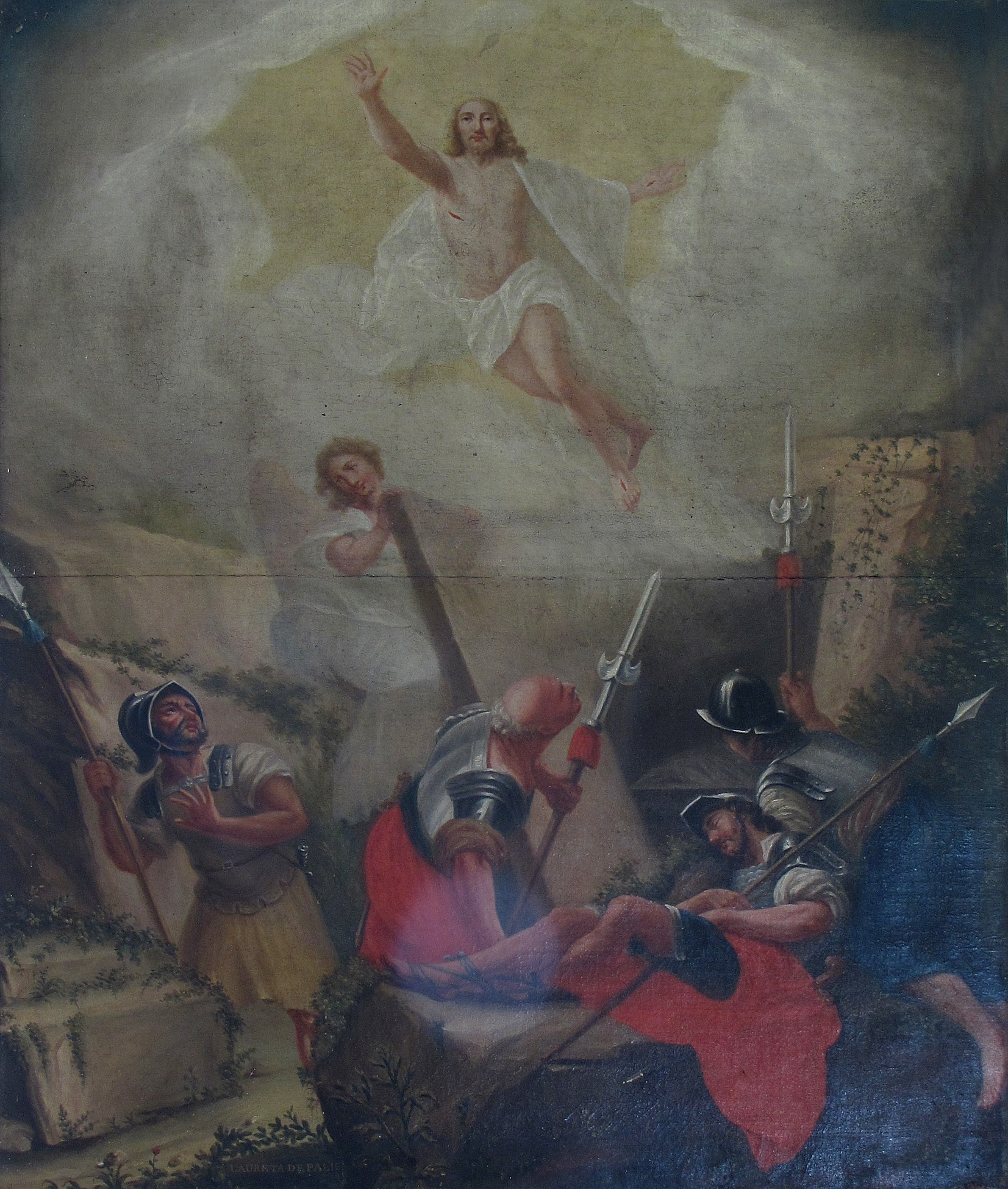
Tableau « Résurrection du Christ » (XIXe).

### Les maisons à colombages du village
Geispolsheim est une cité pittoresque qui a conservé l'aspect d'un gros bourg rural avec des rues entières bordées de grandes fermes à pans de bois. Ces maisons datent pour la plupart des XVIIIe et XIXe siècles et sont caractéristiques de l'architecture de la plaine du Ried d'Erstein.
Comme de nombreux villages d'Alsace, Geispolsheim est un « village-masse » : à l'opposé des villages-rues, l'habitat est très regroupé, enserré dans les anciennes fortifications. Le village forme un demi-cercle ; les rues principales en font le tour : rues du Général-de-Gaulle ("Gràdstross"), Sainte-Jeanne-d'Arc et Maréchal-Leclerc ("Krùmstross").
À la suite des nombreux incendies et guerres, on retrouve peu d'habitations construites avant le XVIIIe siècle. Cependant, au 19 rue des Moines, l'une des plus anciennes maisons de la plaine d'Alsace a pu être conservée (XVe siècle). Selon la technique de l'époque, les quatre poteaux d'angle de cette maison vont d'un seul trait de la base à la toiture. Les 17 et 32 rue du Général-de-Gaulle, ainsi que le 17 rue de la République (Richgass) de 1624 et le 19 rue Sainte-Jeanne-d'Arc sont des exemplaires remarquables de belles fermes de petite taille ayant été construites au XVIIe siècle.
Dans la rue du Maréchal-Leclerc et surtout dans la rue Sainte-Jeanne-d'Arc, on peut observer de beaux alignements de maisons des XVIIIe et XIXe siècles. La particularité de ces fermes est qu'elles ont le mur-pignon tourné vers la rue à côté duquel se trouve l'imposant portail d'entrée surmonté d'un auvent. En raison du manque d'espace, la majorité des propriétés ont la forme d'un rectangle allongé : les bâtiments d'exploitation sont construits dans le prolongement de la maison d'habitation et au fond d'une cour étroite, une grange permet d'accéder au potager et au verger.
Ces maisons ont un soubassement en pierres sur lequel est disposée une ossature à bois courts : chaque étage est indépendant et possède ses quatre poteaux corniers. Les espaces entre les poutres sont bouchés par du torchis (argile et paille) recouvert d'un mortier de chaux peint. Les façades sont souvent protégées de la pluie par des auvents. Le toit à forte pente comporte un abattant ainsi qu'une petite croupe sur le pignon ; il est à l'origine recouvert de tuiles plates. La façade côté cour possède un balcon ou une coursière à lattes qui servait autrefois au séchage du tabac. Enfin, à Geispolsheim plus qu'ailleurs, les poteaux corniers sont ornés d'une inscription mentionnant les noms des propriétaires, souvent leur métier symbolisé, l'année de construction, auxquels s'ajoutent des motifs décoratifs.

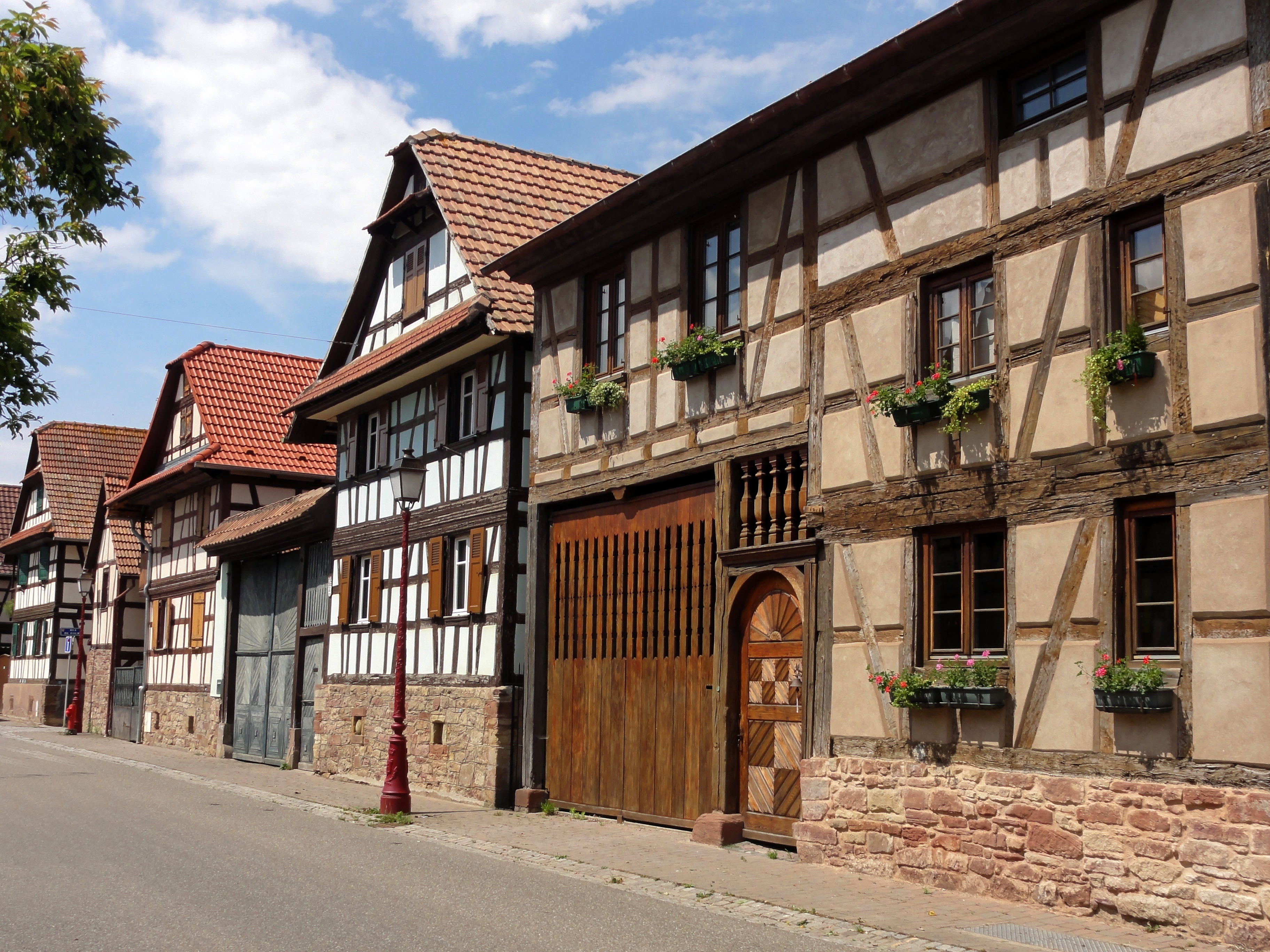
Alignement des maisons-fermes 20-18 rue Sainte-Jeanne-d'Arc.
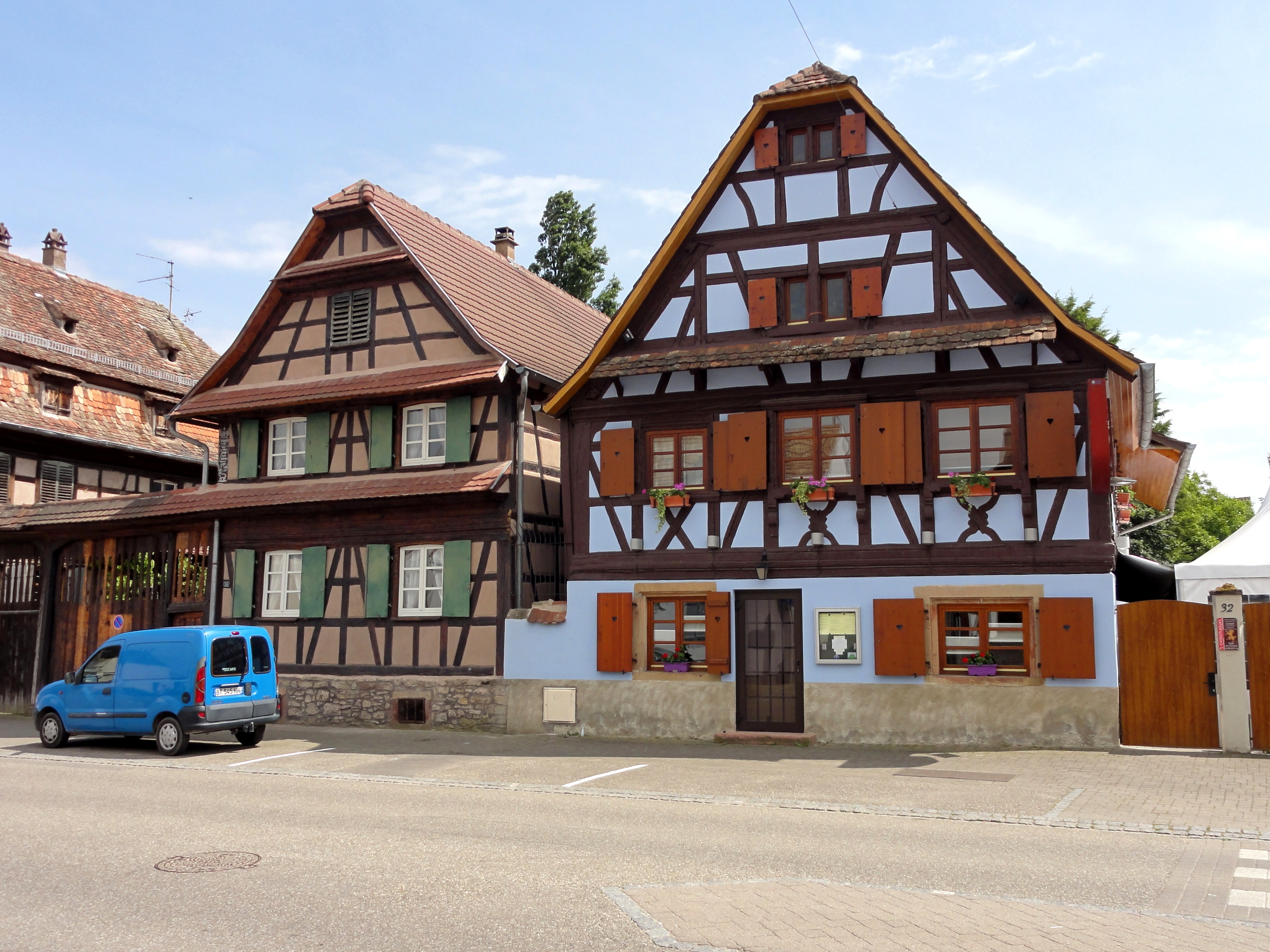
Ferme (1685), 32 rue du Général-de-Gaulle.
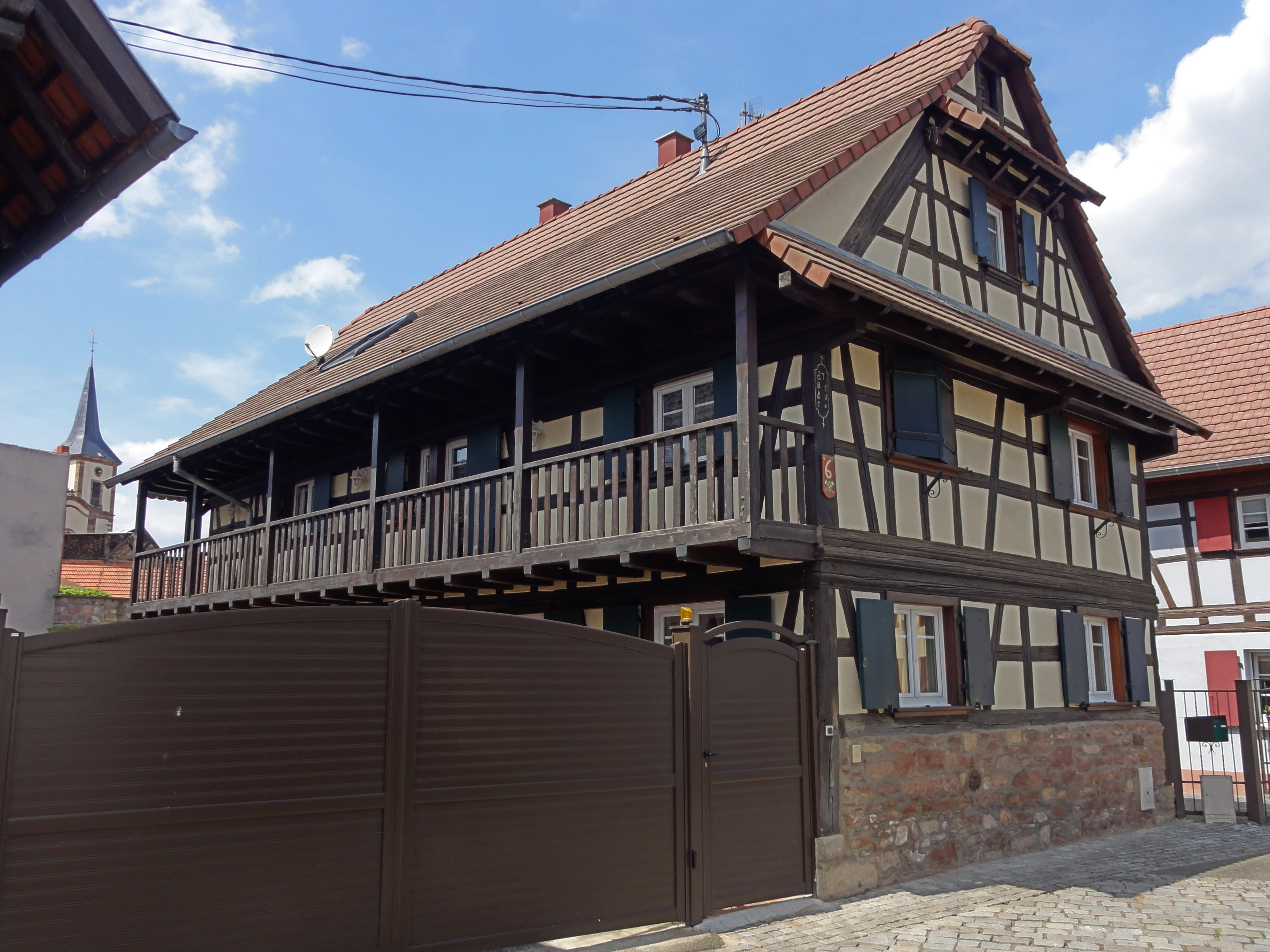
Ferme (1785), 6 Petite-Rue-du-Château.
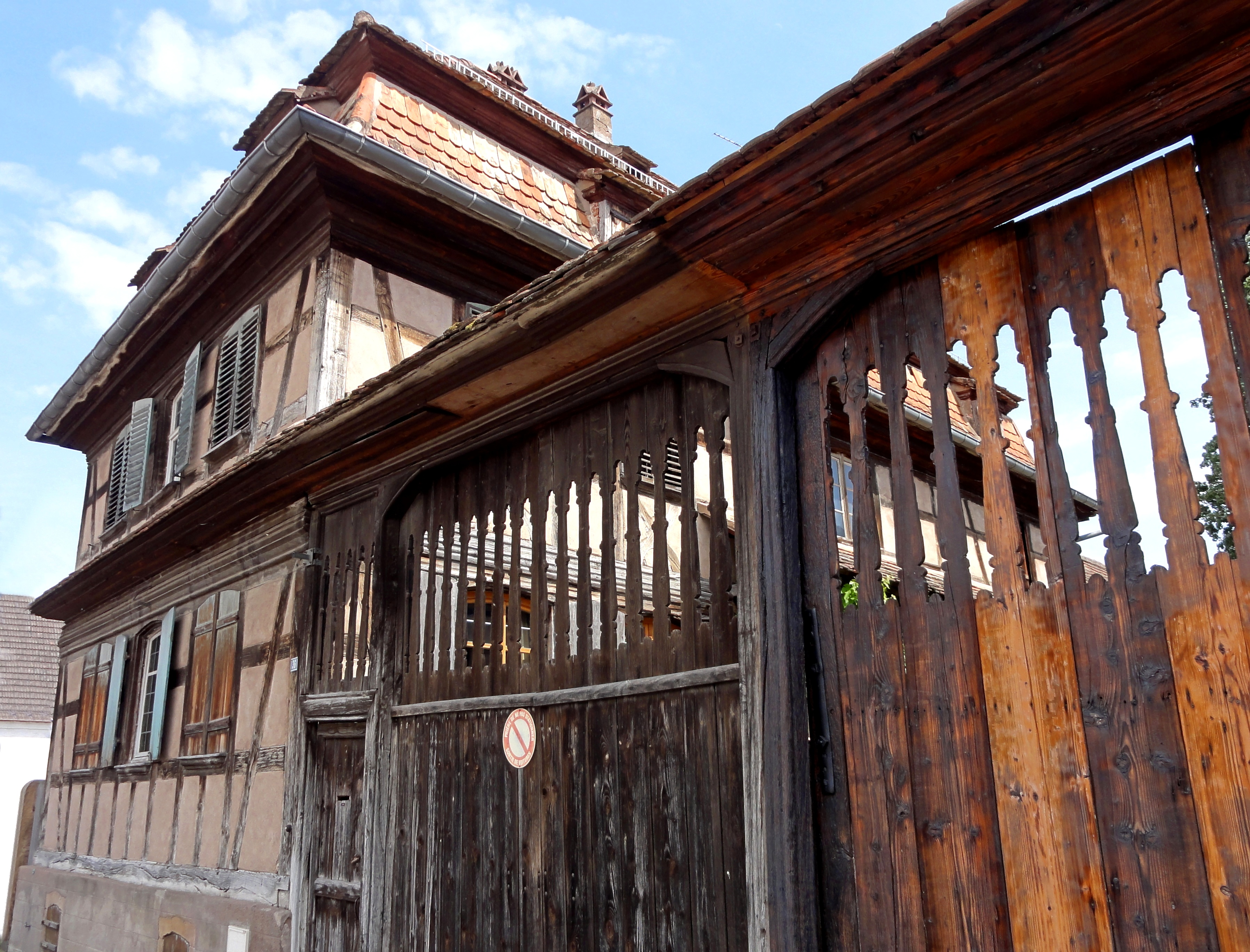
Ferme (1797), 36 rue du Général-de-Gaulle.
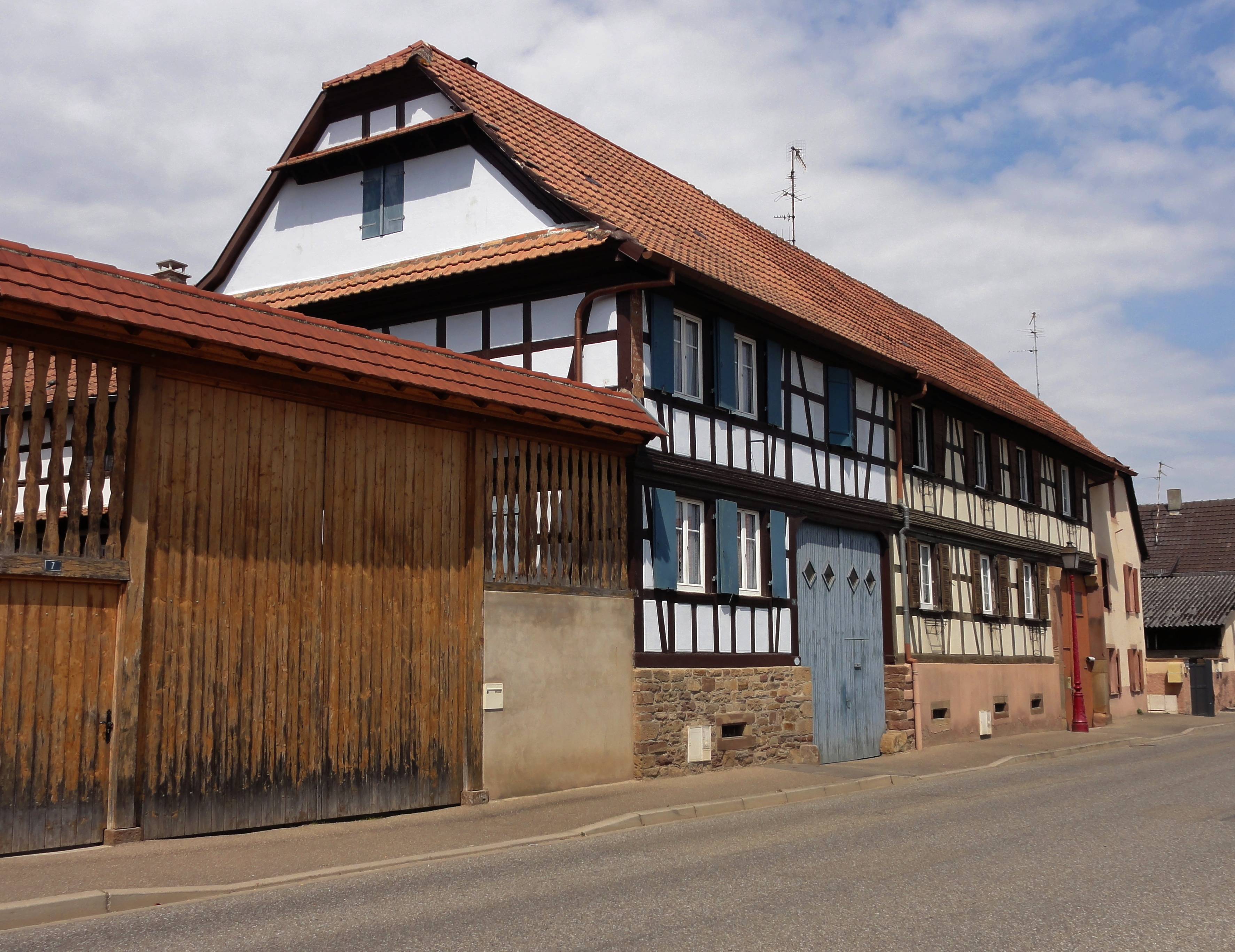
Ferme (1828), 9 rue du Général-de-Gaulle et 11 rue du Général-de-Gaulle.
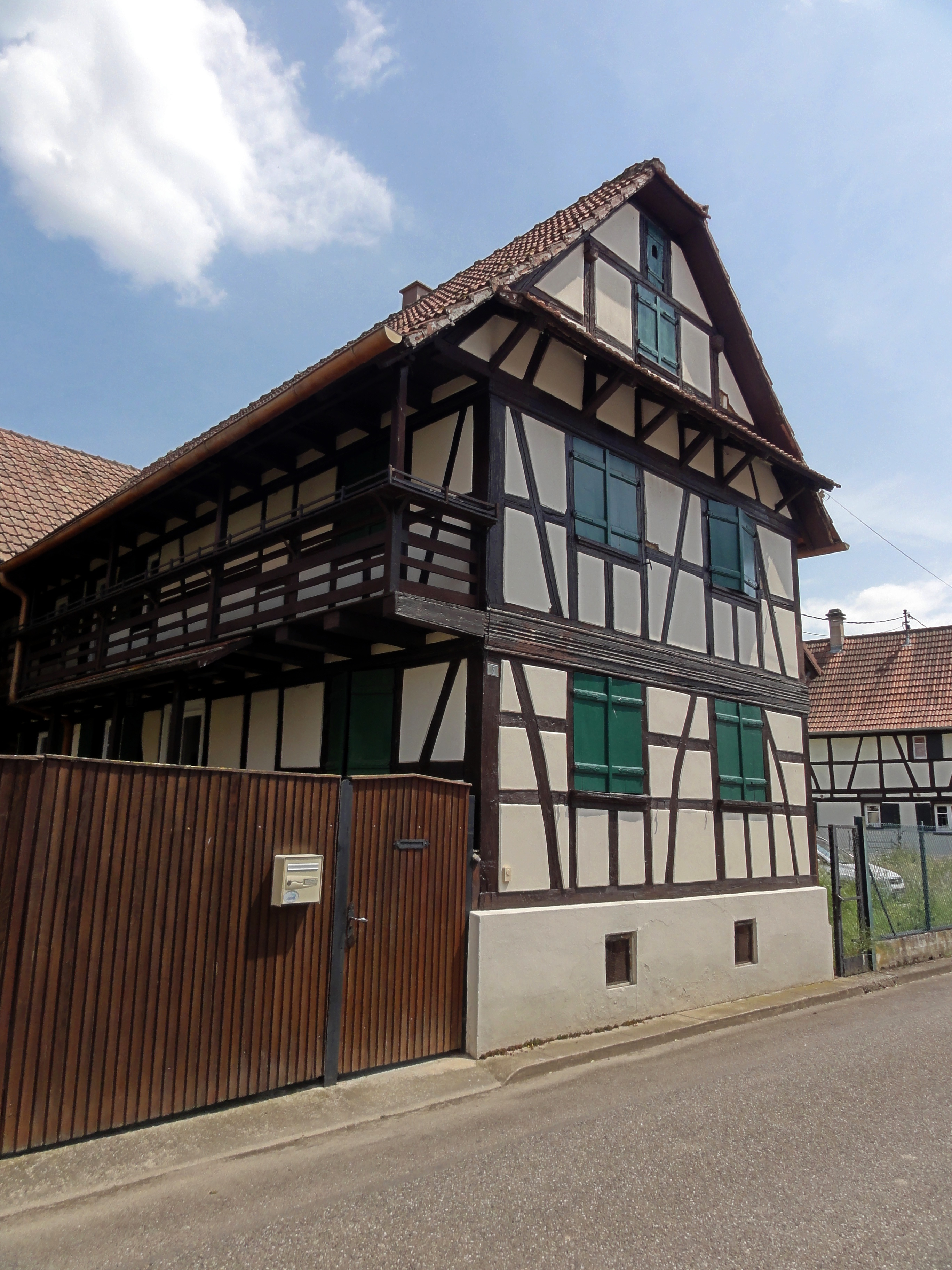
Ferme (1855), 5 rue des Chevaliers.
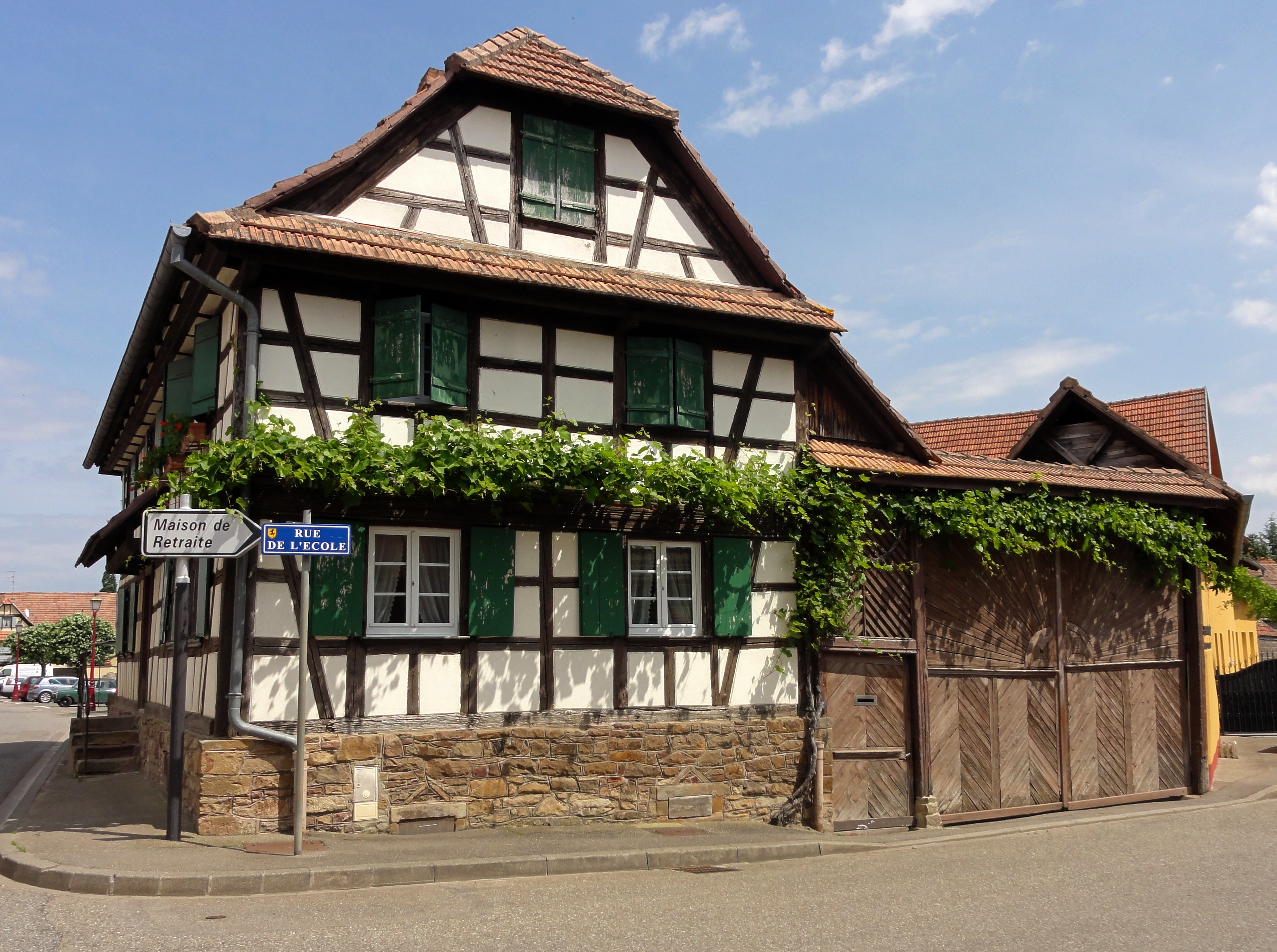
Ferme (XIXe), 8 rue du Général-de-Gaulle.
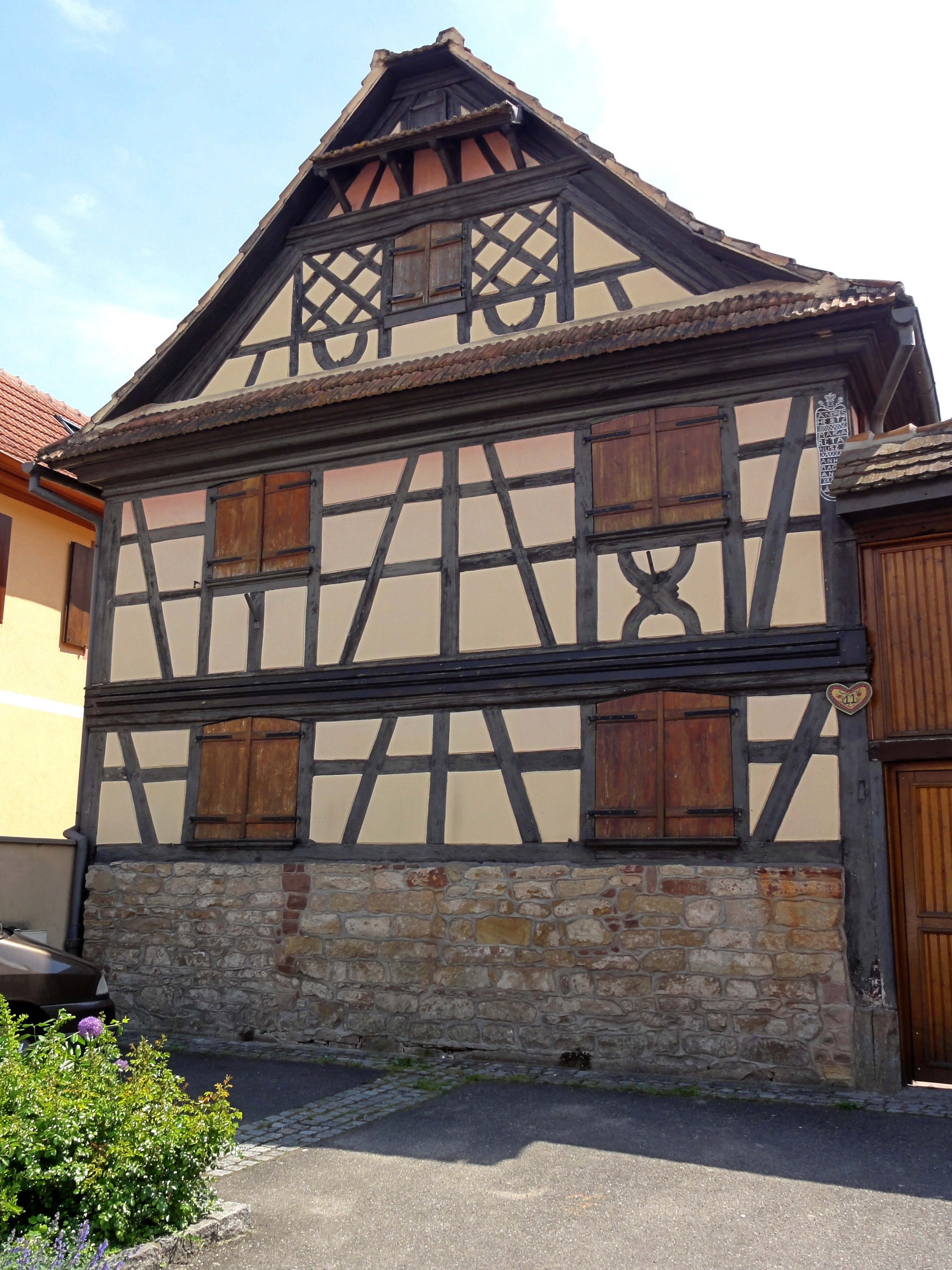
Ferme, 11 rue Sainte-Jeanne-d'Arc.
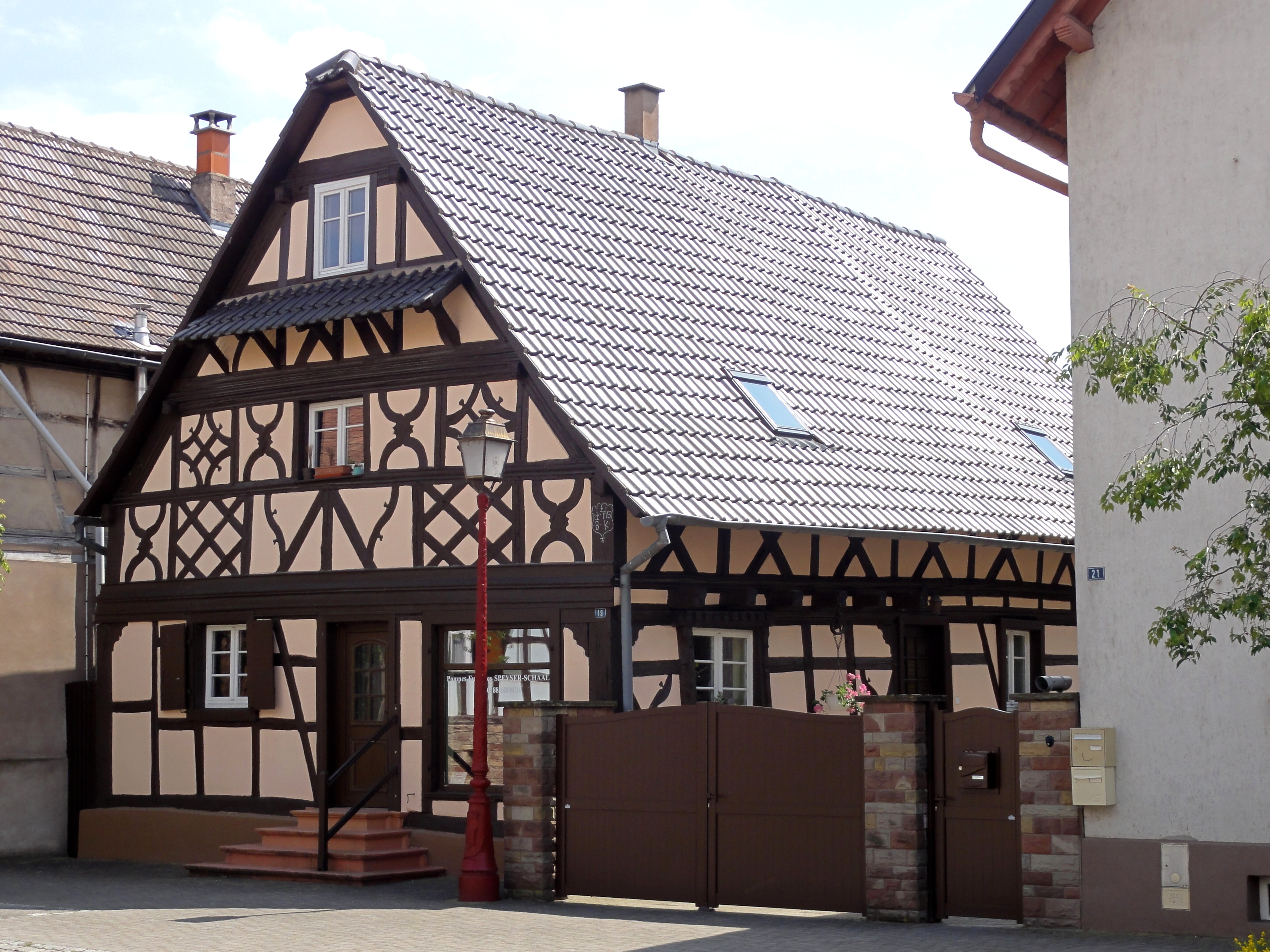
Maison, 19 rue Sainte-Jeanne-d'Arc.

### La procession de la Fête-Dieu

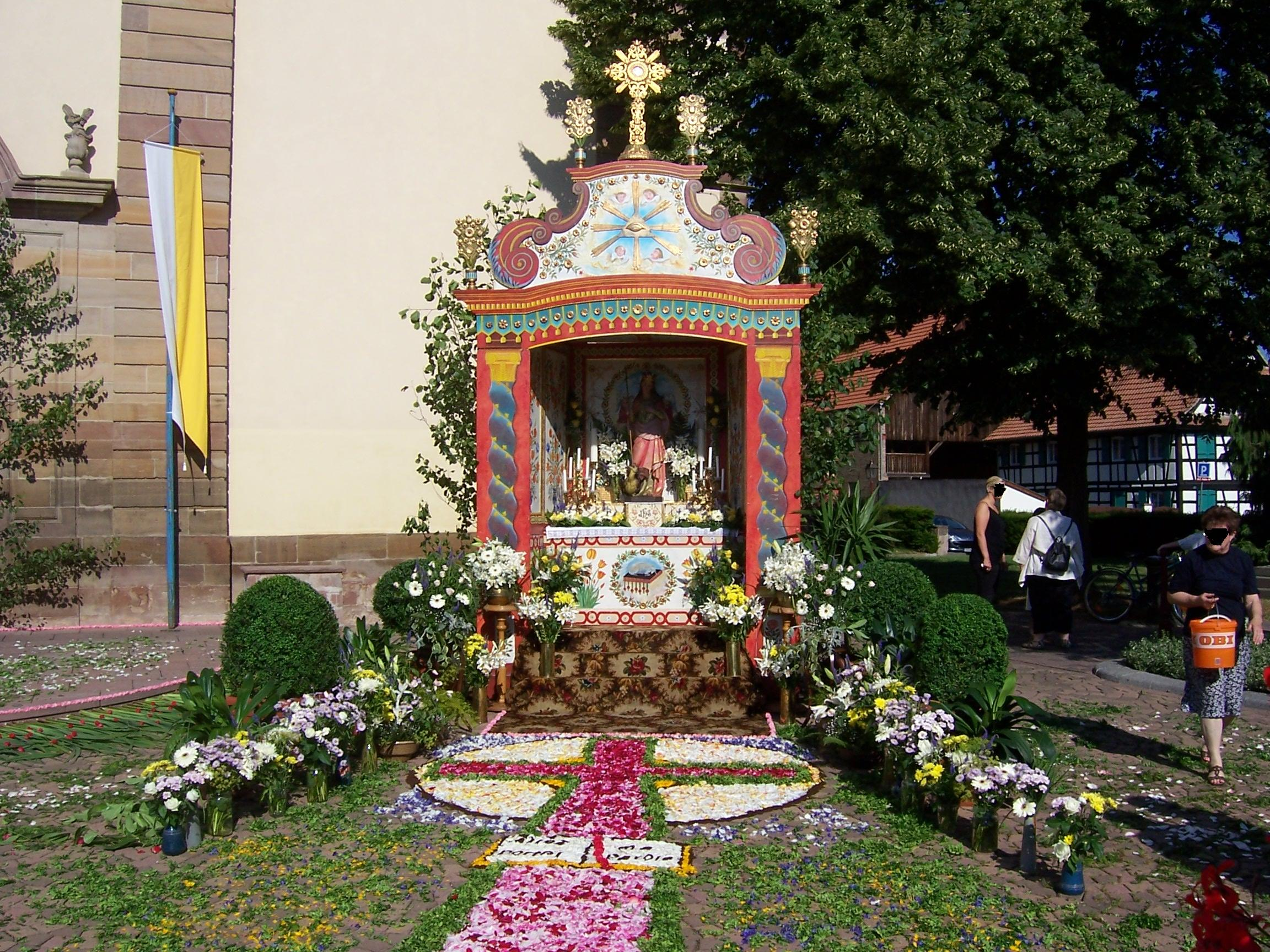
Fête-Dieu : quatrième reposoir.

Tous les ans, une grande procession a lieu dans le village le jour de la Fête-Dieu. Il s'agit de l'une des dernières grandes processions religieuses traditionnelle d'Alsace. Le garde suisse ouvre la marche, suivi par les petites filles en costume de bergère blanc et vert avec un lys ou un agneau dans les mains et lançant des pétales de fleurs. Le cortège est ensuite composé de la musique municipale, de la chorale Sainte-Cécile, de jeunes hommes et de jeunes femmes en costume traditionnel (avec une coiffe rouge comme portée traditionnellement et historiquement dans la commune) portant les statues de l'église. Les pompiers entourent le prêtre du village qui se déplace sous le dais. Le parcours de la procession est jalonné de quatre reposoirs en bois richement ornés et entourés de tapis de fleurs. Les habitants participent à la décoration du village : les drapeaux français et de l'église sont déployés aux façades des maisons à colombages et les rues sont couvertes de feuillages et de pétales de fleurs.

### La fête de la choucroute
50 000 tonnes de choucroute sont produites par an en France dont les deux tiers en Alsace. La région principale de la culture du chou et de la fabrication de choucroute se situe au sud-ouest de Strasbourg, autour de Geispolsheim et Krautergersheim.

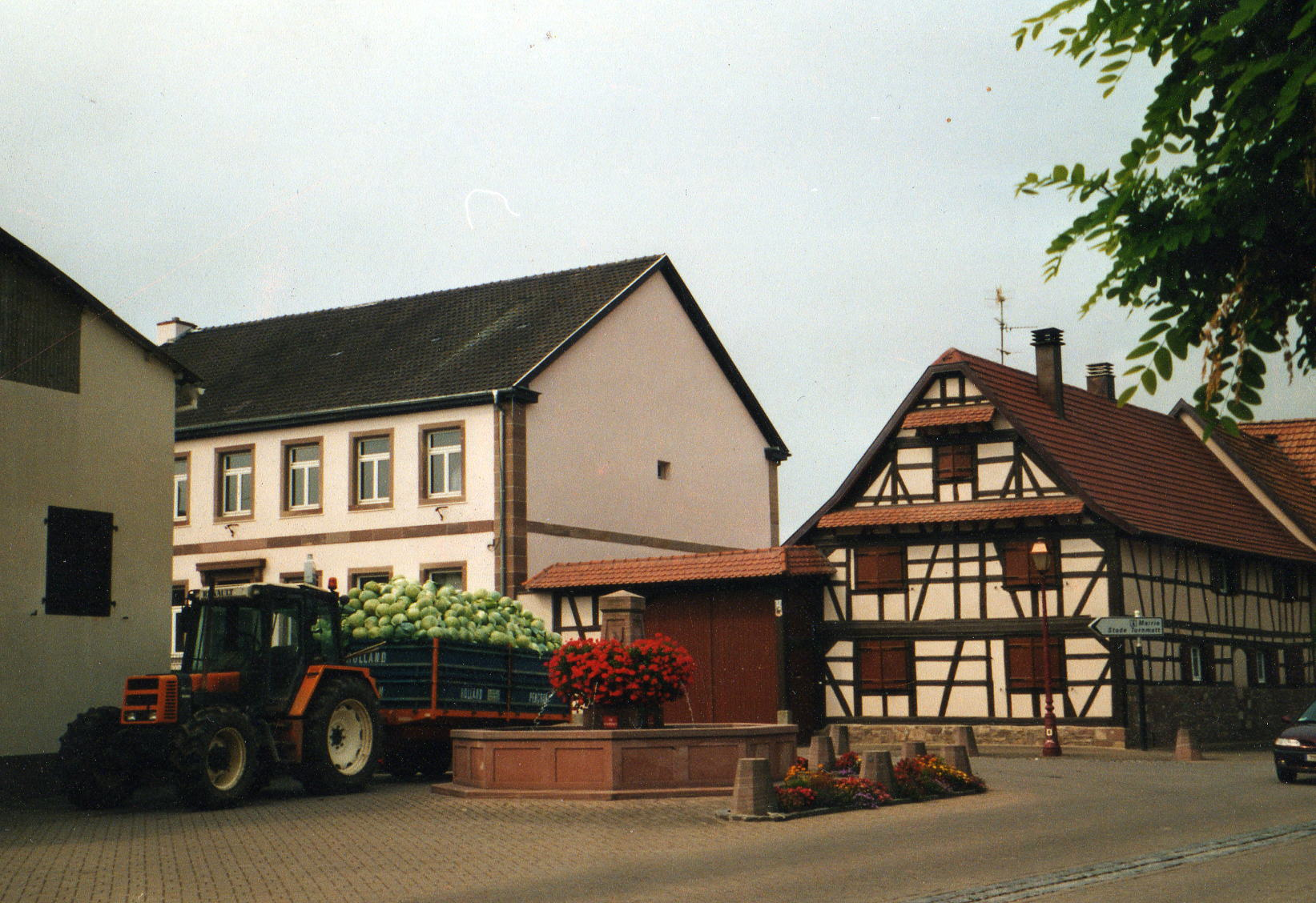
Récolte du chou à Geispolsheim.

En 1966, une grande fête de la choucroute fut mise en place par le curé de Geispolsheim afin de réunir des fonds pour la rénovation de l'église Sainte-Marguerite, puis pour la construction d'une salle des fêtes. Depuis, les associations du village se mobilisent le dernier dimanche du mois d'août chaque année afin de faire une réussite de cette fête qui attire près de 10 000 visiteurs.
Ainsi, le public est convié à déguster la choucroute garnie locale à midi ou le soir. Plus de 1 000 repas sont servis, soit 800 kg de choucroute et 400 kg de viande. La journée commence dès le matin à 6 heures par un grand marché aux puces qui a lieu dans les rues principales du village. On peut également y visiter une exposition d'artisans et d'artistes avant d'écouter le concert-apéritif de la musique municipale. Plusieurs cours de fermes sont ouvertes et présentent les métiers anciens, les animaux de la ferme, l'arboriculture ou des œuvres d'artistes. Le grand moment de cette fête est le grand cortège sur le thème « Geispolsheim autrefois » avec la participation de groupes folkloriques, de musiques, de somptueux chars et attelages et des habitants dans leur costume traditionnel. La fête se poursuit par des animations dans les rues et se termine éventuellement par une choucroute.

### Le Musée du chocolat
Le Musée du chocolat de Strasbourg se trouve dans la commune. Il se compose de différents espaces thématiques : un amphithéâtre, un musée, un atelier de démonstration, un salon de thé et un espace découverte de l'univers du chocolat.
Depuis 2017, il est connu sous le nom "Secrets du chocolat".

### Autres
- Croix de chemin du Moulin des Pierres, monument historique.

## Personnalités originaires de la commune
- Ignace Étienne de Livio, maire de Strasbourg.
- Bernard Freyd (1939-), acteur.
- Marcel Nuss (1955-2024), essayiste français, est né dans la commune.

## Vie pratique

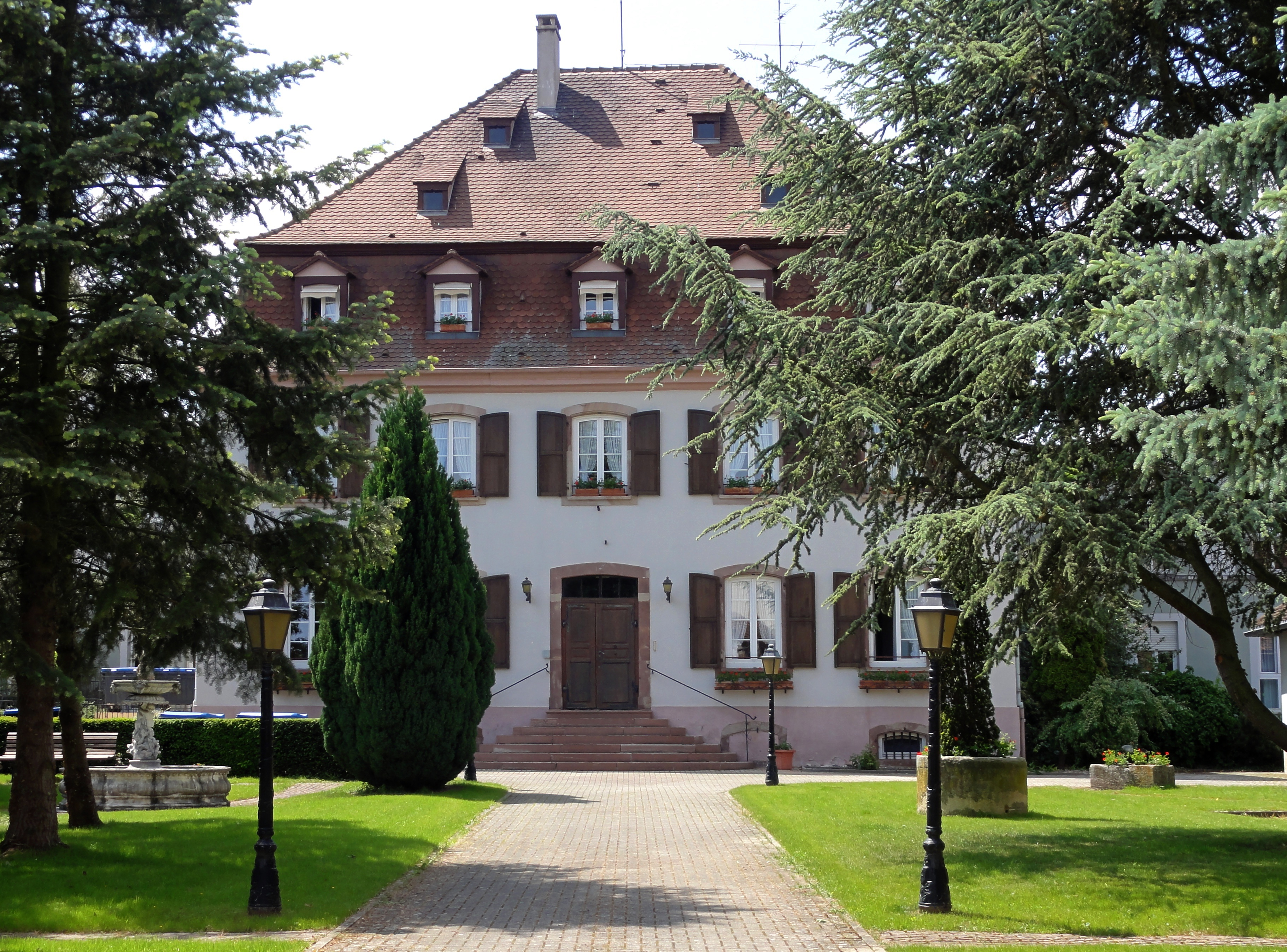
Ancien presbytère (1759), actuellement maison de retraite, rue du Presbytère.

### Enseignement
Geispolsheim dispose de deux écoles maternelles publiques, de deux écoles élémentaires publiques et d'un collège.

## Jumelages
La commune est jumelée avec Séné dans le département du Morbihan, en Bretagne.